# فهرست سیارک‌ها (۱۱۱۰۰۱–۱۱۲۰۰۱)
فهرست سیارک‌ها (۱۱۱۰۰۱ - ۱۱۲۰۰۱) فهرست سیارک‌ها از ۱۱۱۰۰۱ تا ۱۱۲۰۰۱ است.
| نام    | نام انگلیسی | تاریخ کشف      |
| ------ | ----------- | -------------- |
| ۱۱۱۰۰۱ | 2001 UG222  | ۱۶ اکتبر ۲۰۰۱  |
| ۱۱۱۰۰۱ | 2001 VN     | ۶ نوامبر ۲۰۰۱  |
| ۱۱۱۰۰۱ | 2001 VU     | ۶ نوامبر ۲۰۰۱  |
| ۱۱۱۰۰۱ | 2001 VX     | ۶ نوامبر ۲۰۰۱  |
| ۱۱۱۰۰۱ | 2001 VY     | ۶ نوامبر ۲۰۰۱  |
| ۱۱۱۰۰۱ | 2001 VZ     | ۶ نوامبر ۲۰۰۱  |
| ۱۱۱۰۰۷ | 2001 VG1    | ۷ نوامبر ۲۰۰۱  |
| ۱۱۱۰۰۸ | 2001 VF3    | ۹ نوامبر ۲۰۰۱  |
| ۱۱۱۰۰۹ | 2001 VW3    | ۱۱ نوامبر ۲۰۰۱ |
| ۱۱۱۰۱۰ | 2001 VN5    | ۷ نوامبر ۲۰۰۱  |
| ۱۱۱۰۱۱ | 2001 VQ5    | ۹ نوامبر ۲۰۰۱  |
| ۱۱۱۰۱۲ | 2001 VE6    | ۹ نوامبر ۲۰۰۱  |
| ۱۱۱۰۱۳ | 2001 VB7    | ۹ نوامبر ۲۰۰۱  |
| ۱۱۱۰۱۴ | 2001 VN7    | ۹ نوامبر ۲۰۰۱  |
| ۱۱۱۰۱۵ | 2001 VW7    | ۹ نوامبر ۲۰۰۱  |
| ۱۱۱۰۱۶ | 2001 VZ7    | ۹ نوامبر ۲۰۰۱  |
| ۱۱۱۰۱۷ | 2001 VT8    | ۹ نوامبر ۲۰۰۱  |
| ۱۱۱۰۱۸ | 2001 VW9    | ۱۰ نوامبر ۲۰۰۱ |
| ۱۱۱۰۱۹ | 2001 VD10   | ۱۰ نوامبر ۲۰۰۱ |
| ۱۱۱۰۲۰ | 2001 VE11   | ۱۰ نوامبر ۲۰۰۱ |
| ۱۱۱۰۲۱ | 2001 VY11   | ۱۰ نوامبر ۲۰۰۱ |
| ۱۱۱۰۲۲ | 2001 VK12   | ۱۰ نوامبر ۲۰۰۱ |
| ۱۱۱۰۲۳ | 2001 VQ12   | ۱۰ نوامبر ۲۰۰۱ |
| ۱۱۱۰۲۴ | 2001 VQ14   | ۱۰ نوامبر ۲۰۰۱ |
| ۱۱۱۰۲۵ | 2001 VA16   | ۷ نوامبر ۲۰۰۱  |
| ۱۱۱۰۲۶ | 2001 VR17   | ۹ نوامبر ۲۰۰۱  |
| ۱۱۱۰۲۷ | 2001 VG18   | ۹ نوامبر ۲۰۰۱  |
| ۱۱۱۰۲۸ | 2001 VV19   | ۹ نوامبر ۲۰۰۱  |
| ۱۱۱۰۲۹ | 2001 VW19   | ۹ نوامبر ۲۰۰۱  |
| ۱۱۱۰۳۰ | 2001 VA20   | ۹ نوامبر ۲۰۰۱  |
| ۱۱۱۰۳۱ | 2001 VF20   | ۹ نوامبر ۲۰۰۱  |
| ۱۱۱۰۳۲ | 2001 VJ20   | ۹ نوامبر ۲۰۰۱  |
| ۱۱۱۰۳۳ | 2001 VK20   | ۹ نوامبر ۲۰۰۱  |
| ۱۱۱۰۳۴ | 2001 VM21   | ۹ نوامبر ۲۰۰۱  |
| ۱۱۱۰۳۵ | 2001 VU21   | ۹ نوامبر ۲۰۰۱  |
| ۱۱۱۰۳۶ | 2001 VD22   | ۹ نوامبر ۲۰۰۱  |
| ۱۱۱۰۳۷ | 2001 VO22   | ۹ نوامبر ۲۰۰۱  |
| ۱۱۱۰۳۸ | 2001 VR22   | ۹ نوامبر ۲۰۰۱  |
| ۱۱۱۰۳۹ | 2001 VJ23   | ۹ نوامبر ۲۰۰۱  |
| ۱۱۱۰۴۰ | 2001 VK24   | ۹ نوامبر ۲۰۰۱  |
| ۱۱۱۰۴۱ | 2001 VO25   | ۹ نوامبر ۲۰۰۱  |
| ۱۱۱۰۴۲ | 2001 VN27   | ۹ نوامبر ۲۰۰۱  |
| ۱۱۱۰۴۳ | 2001 VQ27   | ۹ نوامبر ۲۰۰۱  |
| ۱۱۱۰۴۴ | 2001 VC33   | ۹ نوامبر ۲۰۰۱  |
| ۱۱۱۰۴۵ | 2001 VL33   | ۹ نوامبر ۲۰۰۱  |
| ۱۱۱۰۴۶ | 2001 VQ33   | ۹ نوامبر ۲۰۰۱  |
| ۱۱۱۰۴۷ | 2001 VK36   | ۹ نوامبر ۲۰۰۱  |
| ۱۱۱۰۴۸ | 2001 VM36   | ۹ نوامبر ۲۰۰۱  |
| ۱۱۱۰۴۹ | 2001 VC37   | ۹ نوامبر ۲۰۰۱  |
| ۱۱۱۰۵۰ | 2001 VK37   | ۹ نوامبر ۲۰۰۱  |
| ۱۱۱۰۵۱ | 2001 VM37   | ۹ نوامبر ۲۰۰۱  |
| ۱۱۱۰۵۲ | 2001 VP38   | ۹ نوامبر ۲۰۰۱  |
| ۱۱۱۰۵۳ | 2001 VF39   | ۹ نوامبر ۲۰۰۱  |
| ۱۱۱۰۵۴ | 2001 VG39   | ۹ نوامبر ۲۰۰۱  |
| ۱۱۱۰۵۵ | 2001 VK39   | ۹ نوامبر ۲۰۰۱  |
| ۱۱۱۰۵۶ | 2001 VA40   | ۹ نوامبر ۲۰۰۱  |
| ۱۱۱۰۵۷ | 2001 VD40   | ۹ نوامبر ۲۰۰۱  |
| ۱۱۱۰۵۸ | 2001 VN40   | ۹ نوامبر ۲۰۰۱  |
| ۱۱۱۰۵۹ | 2001 VB42   | ۹ نوامبر ۲۰۰۱  |
| ۱۱۱۰۶۰ | 2001 VK43   | ۹ نوامبر ۲۰۰۱  |
| ۱۱۱۰۶۱ | 2001 VZ43   | ۹ نوامبر ۲۰۰۱  |
| ۱۱۱۰۶۲ | 2001 VD45   | ۹ نوامبر ۲۰۰۱  |
| ۱۱۱۰۶۳ | 2001 VL45   | ۹ نوامبر ۲۰۰۱  |
| ۱۱۱۰۶۴ | 2001 VM45   | ۹ نوامبر ۲۰۰۱  |
| ۱۱۱۰۶۵ | 2001 VX45   | ۹ نوامبر ۲۰۰۱  |
| ۱۱۱۰۶۶ | 2001 VA47   | ۹ نوامبر ۲۰۰۱  |
| ۱۱۱۰۶۷ | 2001 VH48   | ۹ نوامبر ۲۰۰۱  |
| ۱۱۱۰۶۸ | 2001 VP48   | ۹ نوامبر ۲۰۰۱  |
| ۱۱۱۰۶۹ | 2001 VS48   | ۹ نوامبر ۲۰۰۱  |
| ۱۱۱۰۷۰ | 2001 VF49   | ۱۰ نوامبر ۲۰۰۱ |
| ۱۱۱۰۷۱ | 2001 VX49   | ۱۰ نوامبر ۲۰۰۱ |
| ۱۱۱۰۷۲ | 2001 VL51   | ۱۰ نوامبر ۲۰۰۱ |
| ۱۱۱۰۷۳ | 2001 VU51   | ۱۰ نوامبر ۲۰۰۱ |
| ۱۱۱۰۷۴ | 2001 VW51   | ۱۰ نوامبر ۲۰۰۱ |
| ۱۱۱۰۷۵ | 2001 VD52   | ۱۰ نوامبر ۲۰۰۱ |
| ۱۱۱۰۷۶ | 2001 VH52   | ۱۰ نوامبر ۲۰۰۱ |
| ۱۱۱۰۷۷ | 2001 VS54   | ۱۰ نوامبر ۲۰۰۱ |
| ۱۱۱۰۷۸ | 2001 VG55   | ۱۰ نوامبر ۲۰۰۱ |
| ۱۱۱۰۷۹ | 2001 VJ56   | ۱۰ نوامبر ۲۰۰۱ |
| ۱۱۱۰۸۰ | 2001 VM56   | ۱۰ نوامبر ۲۰۰۱ |
| ۱۱۱۰۸۱ | 2001 VJ57   | ۱۰ نوامبر ۲۰۰۱ |
| ۱۱۱۰۸۲ | 2001 VF58   | ۱۰ نوامبر ۲۰۰۱ |
| ۱۱۱۰۸۳ | 2001 VJ58   | ۱۰ نوامبر ۲۰۰۱ |
| ۱۱۱۰۸۴ | 2001 VK58   | ۱۰ نوامبر ۲۰۰۱ |
| ۱۱۱۰۸۵ | 2001 VP60   | ۱۰ نوامبر ۲۰۰۱ |
| ۱۱۱۰۸۶ | 2001 VP61   | ۱۰ نوامبر ۲۰۰۱ |
| ۱۱۱۰۸۷ | 2001 VV61   | ۱۰ نوامبر ۲۰۰۱ |
| ۱۱۱۰۸۸ | 2001 VA62   | ۱۰ نوامبر ۲۰۰۱ |
| ۱۱۱۰۸۹ | 2001 VK62   | ۱۰ نوامبر ۲۰۰۱ |
| ۱۱۱۰۹۰ | 2001 VF63   | ۱۰ نوامبر ۲۰۰۱ |
| ۱۱۱۰۹۱ | 2001 VL63   | ۱۰ نوامبر ۲۰۰۱ |
| ۱۱۱۰۹۲ | 2001 VL64   | ۱۰ نوامبر ۲۰۰۱ |
| ۱۱۱۰۹۳ | 2001 VV65   | ۱۰ نوامبر ۲۰۰۱ |
| ۱۱۱۰۹۴ | 2001 VA66   | ۱۰ نوامبر ۲۰۰۱ |
| ۱۱۱۰۹۵ | 2001 VC67   | ۱۰ نوامبر ۲۰۰۱ |
| ۱۱۱۰۹۶ | 2001 VM67   | ۱۰ نوامبر ۲۰۰۱ |
| ۱۱۱۰۹۷ | 2001 VW68   | ۱۱ نوامبر ۲۰۰۱ |
| ۱۱۱۰۹۸ | 2001 VN69   | ۱۱ نوامبر ۲۰۰۱ |
| ۱۱۱۰۹۹ | 2001 VO69   | ۱۱ نوامبر ۲۰۰۱ |
| ۱۱۱۱۰۰ | 2001 VA71   | ۱۱ نوامبر ۲۰۰۱ |
| ۱۱۱۱۰۱ | 2001 VC74   | ۱۱ نوامبر ۲۰۰۱ |
| ۱۱۱۱۰۲ | 2001 VF74   | ۱۲ نوامبر ۲۰۰۱ |
| ۱۱۱۱۰۳ | 2001 VX74   | ۱۴ نوامبر ۲۰۰۱ |
| ۱۱۱۱۰۴ | 2001 VE75   | ۱۱ نوامبر ۲۰۰۱ |
| ۱۱۱۱۰۵ | 2001 VC78   | ۱۱ نوامبر ۲۰۰۱ |
| ۱۱۱۱۰۶ | 2001 VO78   | ۱۵ نوامبر ۲۰۰۱ |
| ۱۱۱۱۰۷ | 2001 VZ79   | ۹ نوامبر ۲۰۰۱  |
| ۱۱۱۱۰۸ | 2001 VG80   | ۹ نوامبر ۲۰۰۱  |
| ۱۱۱۱۰۹ | 2001 VB81   | ۱۰ نوامبر ۲۰۰۱ |
| ۱۱۱۱۱۰ | 2001 VK82   | ۱۰ نوامبر ۲۰۰۱ |
| ۱۱۱۱۱۱ | 2001 VO84   | ۱۲ نوامبر ۲۰۰۱ |
| ۱۱۱۱۱۲ | 2001 VU84   | ۱۲ نوامبر ۲۰۰۱ |
| ۱۱۱۱۱۳ | 2001 VK85   | ۱۲ نوامبر ۲۰۰۱ |
| ۱۱۱۱۱۴ | 2001 VR86   | ۱۳ نوامبر ۲۰۰۱ |
| ۱۱۱۱۱۵ | 2001 VW86   | ۱۵ نوامبر ۲۰۰۱ |
| ۱۱۱۱۱۶ | 2001 VA87   | ۱۵ نوامبر ۲۰۰۱ |
| ۱۱۱۱۱۷ | 2001 VJ87   | ۱۱ نوامبر ۲۰۰۱ |
| ۱۱۱۱۱۸ | 2001 VZ87   | ۱۲ نوامبر ۲۰۰۱ |
| ۱۱۱۱۱۹ | 2001 VO88   | ۱۵ نوامبر ۲۰۰۱ |
| ۱۱۱۱۲۰ | 2001 VV88   | ۱۲ نوامبر ۲۰۰۱ |
| ۱۱۱۱۲۱ | 2001 VV89   | ۱۳ نوامبر ۲۰۰۱ |
| ۱۱۱۱۲۲ | 2001 VX89   | ۱۵ نوامبر ۲۰۰۱ |
| ۱۱۱۱۲۳ | 2001 VL90   | ۱۵ نوامبر ۲۰۰۱ |
| ۱۱۱۱۲۴ | 2001 VF91   | ۱۵ نوامبر ۲۰۰۱ |
| ۱۱۱۱۲۵ | 2001 VL91   | ۱۵ نوامبر ۲۰۰۱ |
| ۱۱۱۱۲۶ | 2001 VG92   | ۱۵ نوامبر ۲۰۰۱ |
| ۱۱۱۱۲۷ | 2001 VJ92   | ۱۵ نوامبر ۲۰۰۱ |
| ۱۱۱۱۲۸ | 2001 VN92   | ۱۵ نوامبر ۲۰۰۱ |
| ۱۱۱۱۲۹ | 2001 VQ92   | ۱۵ نوامبر ۲۰۰۱ |
| ۱۱۱۱۳۰ | 2001 VS92   | ۱۵ نوامبر ۲۰۰۱ |
| ۱۱۱۱۳۱ | 2001 VT92   | ۱۵ نوامبر ۲۰۰۱ |
| ۱۱۱۱۳۲ | 2001 VX92   | ۱۵ نوامبر ۲۰۰۱ |
| ۱۱۱۱۳۳ | 2001 VY92   | ۱۵ نوامبر ۲۰۰۱ |
| ۱۱۱۱۳۴ | 2001 VZ93   | ۱۵ نوامبر ۲۰۰۱ |
| ۱۱۱۱۳۵ | 2001 VE94   | ۱۵ نوامبر ۲۰۰۱ |
| ۱۱۱۱۳۶ | 2001 VJ94   | ۱۵ نوامبر ۲۰۰۱ |
| ۱۱۱۱۳۷ | 2001 VP94   | ۱۵ نوامبر ۲۰۰۱ |
| ۱۱۱۱۳۸ | 2001 VK95   | ۱۵ نوامبر ۲۰۰۱ |
| ۱۱۱۱۳۹ | 2001 VS95   | ۱۵ نوامبر ۲۰۰۱ |
| ۱۱۱۱۴۰ | 2001 VV96   | ۱۵ نوامبر ۲۰۰۱ |
| ۱۱۱۱۴۱ | 2001 VY97   | ۱۵ نوامبر ۲۰۰۱ |
| ۱۱۱۱۴۲ | 2001 VL98   | ۱۵ نوامبر ۲۰۰۱ |
| ۱۱۱۱۴۳ | 2001 VM98   | ۱۵ نوامبر ۲۰۰۱ |
| ۱۱۱۱۴۴ | 2001 VH99   | ۱۵ نوامبر ۲۰۰۱ |
| ۱۱۱۱۴۵ | 2001 VR99   | ۱۵ نوامبر ۲۰۰۱ |
| ۱۱۱۱۴۶ | 2001 VT99   | ۱۵ نوامبر ۲۰۰۱ |
| ۱۱۱۱۴۷ | 2001 VW99   | ۱۵ نوامبر ۲۰۰۱ |
| ۱۱۱۱۴۸ | 2001 VY99   | ۱۵ نوامبر ۲۰۰۱ |
| ۱۱۱۱۴۹ | 2001 VO101  | ۱۲ نوامبر ۲۰۰۱ |
| ۱۱۱۱۵۰ | 2001 VS101  | ۱۲ نوامبر ۲۰۰۱ |
| ۱۱۱۱۵۱ | 2001 VX101  | ۱۲ نوامبر ۲۰۰۱ |
| ۱۱۱۱۵۲ | 2001 VZ102  | ۱۲ نوامبر ۲۰۰۱ |
| ۱۱۱۱۵۳ | 2001 VA104  | ۱۲ نوامبر ۲۰۰۱ |
| ۱۱۱۱۵۴ | 2001 VG104  | ۱۲ نوامبر ۲۰۰۱ |
| ۱۱۱۱۵۵ | 2001 VO104  | ۱۲ نوامبر ۲۰۰۱ |
| ۱۱۱۱۵۶ | 2001 VR104  | ۱۲ نوامبر ۲۰۰۱ |
| ۱۱۱۱۵۷ | 2001 VZ104  | ۱۲ نوامبر ۲۰۰۱ |
| ۱۱۱۱۵۸ | 2001 VJ107  | ۱۲ نوامبر ۲۰۰۱ |
| ۱۱۱۱۵۹ | 2001 VA108  | ۱۲ نوامبر ۲۰۰۱ |
| ۱۱۱۱۶۰ | 2001 VE108  | ۱۲ نوامبر ۲۰۰۱ |
| ۱۱۱۱۶۱ | 2001 VT108  | ۱۲ نوامبر ۲۰۰۱ |
| ۱۱۱۱۶۲ | 2001 VY111  | ۱۲ نوامبر ۲۰۰۱ |
| ۱۱۱۱۶۳ | 2001 VW112  | ۱۲ نوامبر ۲۰۰۱ |
| ۱۱۱۱۶۴ | 2001 VM113  | ۱۲ نوامبر ۲۰۰۱ |
| ۱۱۱۱۶۵ | 2001 VJ114  | ۱۲ نوامبر ۲۰۰۱ |
| ۱۱۱۱۶۶ | 2001 VN115  | ۱۲ نوامبر ۲۰۰۱ |
| ۱۱۱۱۶۷ | 2001 VZ115  | ۱۲ نوامبر ۲۰۰۱ |
| ۱۱۱۱۶۸ | 2001 VQ116  | ۱۲ نوامبر ۲۰۰۱ |
| ۱۱۱۱۶۹ | 2001 VO117  | ۱۲ نوامبر ۲۰۰۱ |
| ۱۱۱۱۷۰ | 2001 VG120  | ۱۲ نوامبر ۲۰۰۱ |
| ۱۱۱۱۷۱ | 2001 VL120  | ۱۲ نوامبر ۲۰۰۱ |
| ۱۱۱۱۷۲ | 2001 VK121  | ۱۵ نوامبر ۲۰۰۱ |
| ۱۱۱۱۷۳ | 2001 VX121  | ۱۳ نوامبر ۲۰۰۱ |
| ۱۱۱۱۷۴ | 2001 VZ121  | ۱۳ نوامبر ۲۰۰۱ |
| ۱۱۱۱۷۵ | 2001 VT122  | ۱۵ نوامبر ۲۰۰۱ |
| ۱۱۱۱۷۶ | 2001 VU122  | ۱۵ نوامبر ۲۰۰۱ |
| ۱۱۱۱۷۷ | 2001 VY122  | ۱۱ نوامبر ۲۰۰۱ |
| ۱۱۱۱۷۸ | 2001 VL125  | ۱۱ نوامبر ۲۰۰۱ |
| ۱۱۱۱۷۸ | 2001 WG     | ۱۶ نوامبر ۲۰۰۱ |
| ۱۱۱۱۸۰ | 2001 WV2    | ۱۶ نوامبر ۲۰۰۱ |
| ۱۱۱۱۸۱ | 2001 WB4    | ۱۷ نوامبر ۲۰۰۱ |
| ۱۱۱۱۸۲ | 2001 WF4    | ۱۹ نوامبر ۲۰۰۱ |
| ۱۱۱۱۸۳ | 2001 WM5    | ۱۷ نوامبر ۲۰۰۱ |
| ۱۱۱۱۸۴ | 2001 WZ6    | ۱۷ نوامبر ۲۰۰۱ |
| ۱۱۱۱۸۵ | 2001 WH7    | ۱۷ نوامبر ۲۰۰۱ |
| ۱۱۱۱۸۶ | 2001 WA8    | ۱۷ نوامبر ۲۰۰۱ |
| ۱۱۱۱۸۷ | 2001 WG8    | ۱۷ نوامبر ۲۰۰۱ |
| ۱۱۱۱۸۸ | 2001 WG9    | ۱۷ نوامبر ۲۰۰۱ |
| ۱۱۱۱۸۹ | 2001 WW9    | ۱۷ نوامبر ۲۰۰۱ |
| ۱۱۱۱۹۰ | 2001 WO13   | ۱۷ نوامبر ۲۰۰۱ |
| ۱۱۱۱۹۱ | 2001 WY15   | ۲۶ نوامبر ۲۰۰۱ |
| ۱۱۱۱۹۲ | 2001 WX16   | ۱۷ نوامبر ۲۰۰۱ |
| ۱۱۱۱۹۳ | 2001 WO17   | ۱۷ نوامبر ۲۰۰۱ |
| ۱۱۱۱۹۴ | 2001 WP18   | ۱۷ نوامبر ۲۰۰۱ |
| ۱۱۱۱۹۵ | 2001 WG19   | ۱۷ نوامبر ۲۰۰۱ |
| ۱۱۱۱۹۶ | 2001 WO19   | ۱۷ نوامبر ۲۰۰۱ |
| ۱۱۱۱۹۷ | 2001 WF20   | ۱۷ نوامبر ۲۰۰۱ |
| ۱۱۱۱۹۸ | 2001 WX20   | ۱۸ نوامبر ۲۰۰۱ |
| ۱۱۱۱۹۹ | 2001 WW21   | ۱۸ نوامبر ۲۰۰۱ |
| ۱۱۱۲۰۰ | 2001 WZ22   | ۲۷ نوامبر ۲۰۰۱ |
| ۱۱۱۲۰۱ | 2001 WT24   | ۱۸ نوامبر ۲۰۰۱ |
| ۱۱۱۲۰۲ | 2001 WY24   | ۱۸ نوامبر ۲۰۰۱ |
| ۱۱۱۲۰۳ | 2001 WC27   | ۱۷ نوامبر ۲۰۰۱ |
| ۱۱۱۲۰۴ | 2001 WK27   | ۱۷ نوامبر ۲۰۰۱ |
| ۱۱۱۲۰۵ | 2001 WN27   | ۱۷ نوامبر ۲۰۰۱ |
| ۱۱۱۲۰۶ | 2001 WM29   | ۱۷ نوامبر ۲۰۰۱ |
| ۱۱۱۲۰۷ | 2001 WZ29   | ۱۷ نوامبر ۲۰۰۱ |
| ۱۱۱۲۰۸ | 2001 WW30   | ۱۷ نوامبر ۲۰۰۱ |
| ۱۱۱۲۰۹ | 2001 WB31   | ۱۷ نوامبر ۲۰۰۱ |
| ۱۱۱۲۱۰ | 2001 WF31   | ۱۷ نوامبر ۲۰۰۱ |
| ۱۱۱۲۱۱ | 2001 WW32   | ۱۷ نوامبر ۲۰۰۱ |
| ۱۱۱۲۱۲ | 2001 WB35   | ۱۷ نوامبر ۲۰۰۱ |
| ۱۱۱۲۱۳ | 2001 WD35   | ۱۷ نوامبر ۲۰۰۱ |
| ۱۱۱۲۱۴ | 2001 WV35   | ۱۷ نوامبر ۲۰۰۱ |
| ۱۱۱۲۱۵ | 2001 WL36   | ۱۷ نوامبر ۲۰۰۱ |
| ۱۱۱۲۱۶ | 2001 WM39   | ۱۷ نوامبر ۲۰۰۱ |
| ۱۱۱۲۱۷ | 2001 WU39   | ۱۷ نوامبر ۲۰۰۱ |
| ۱۱۱۲۱۸ | 2001 WF40   | ۱۷ نوامبر ۲۰۰۱ |
| ۱۱۱۲۱۹ | 2001 WJ40   | ۱۷ نوامبر ۲۰۰۱ |
| ۱۱۱۲۲۰ | 2001 WP40   | ۱۷ نوامبر ۲۰۰۱ |
| ۱۱۱۲۲۱ | 2001 WA41   | ۱۷ نوامبر ۲۰۰۱ |
| ۱۱۱۲۲۲ | 2001 WF41   | ۱۷ نوامبر ۲۰۰۱ |
| ۱۱۱۲۲۳ | 2001 WS41   | ۱۷ نوامبر ۲۰۰۱ |
| ۱۱۱۲۲۴ | 2001 WZ42   | ۱۸ نوامبر ۲۰۰۱ |
| ۱۱۱۲۲۵ | 2001 WE44   | ۱۸ نوامبر ۲۰۰۱ |
| ۱۱۱۲۲۶ | 2001 WO48   | ۱۹ نوامبر ۲۰۰۱ |
| ۱۱۱۲۲۷ | 2001 WW52   | ۱۹ نوامبر ۲۰۰۱ |
| ۱۱۱۲۲۸ | 2001 WY52   | ۱۹ نوامبر ۲۰۰۱ |
| ۱۱۱۲۲۹ | 2001 WO55   | ۱۹ نوامبر ۲۰۰۱ |
| ۱۱۱۲۳۰ | 2001 WR59   | ۱۹ نوامبر ۲۰۰۱ |
| ۱۱۱۲۳۱ | 2001 WM60   | ۱۹ نوامبر ۲۰۰۱ |
| ۱۱۱۲۳۲ | 2001 WS62   | ۱۹ نوامبر ۲۰۰۱ |
| ۱۱۱۲۳۳ | 2001 WP70   | ۲۰ نوامبر ۲۰۰۱ |
| ۱۱۱۲۳۴ | 2001 WG90   | ۲۱ نوامبر ۲۰۰۱ |
| ۱۱۱۲۳۵ | 2001 WH90   | ۲۱ نوامبر ۲۰۰۱ |
| ۱۱۱۲۳۶ | 2001 WJ90   | ۲۱ نوامبر ۲۰۰۱ |
| ۱۱۱۲۳۷ | 2001 WN91   | ۲۱ نوامبر ۲۰۰۱ |
| ۱۱۱۲۳۸ | 2001 WO91   | ۲۱ نوامبر ۲۰۰۱ |
| ۱۱۱۲۳۹ | 2001 WZ97   | ۱۹ نوامبر ۲۰۰۱ |
| ۱۱۱۲۴۰ | 2001 WC101  | ۱۶ نوامبر ۲۰۰۱ |
| ۱۱۱۲۴۰ | 2001 XV     | ۷ دسامبر ۲۰۰۱  |
| ۱۱۱۲۴۲ | 2001 XG2    | ۸ دسامبر ۲۰۰۱  |
| ۱۱۱۲۴۳ | 2001 XS2    | ۸ دسامبر ۲۰۰۱  |
| ۱۱۱۲۴۴ | 2001 XV2    | ۸ دسامبر ۲۰۰۱  |
| ۱۱۱۲۴۵ | 2001 XE3    | ۹ دسامبر ۲۰۰۱  |
| ۱۱۱۲۴۶ | 2001 XD4    | ۹ دسامبر ۲۰۰۱  |
| ۱۱۱۲۴۷ | 2001 XF4    | ۱۰ دسامبر ۲۰۰۱ |
| ۱۱۱۲۴۸ | 2001 XT7    | ۸ دسامبر ۲۰۰۱  |
| ۱۱۱۲۴۹ | 2001 XE8    | ۸ دسامبر ۲۰۰۱  |
| ۱۱۱۲۵۰ | 2001 XE9    | ۹ دسامبر ۲۰۰۱  |
| ۱۱۱۲۵۱ | 2001 XX9    | ۹ دسامبر ۲۰۰۱  |
| ۱۱۱۲۵۲ | 2001 XA10   | ۹ دسامبر ۲۰۰۱  |
| ۱۱۱۲۵۳ | 2001 XU10   | ۹ دسامبر ۲۰۰۱  |
| ۱۱۱۲۵۴ | 2001 XJ15   | ۱۰ دسامبر ۲۰۰۱ |
| ۱۱۱۲۵۵ | 2001 XZ15   | ۱۰ دسامبر ۲۰۰۱ |
| ۱۱۱۲۵۶ | 2001 XX18   | ۹ دسامبر ۲۰۰۱  |
| ۱۱۱۲۵۷ | 2001 XY20   | ۹ دسامبر ۲۰۰۱  |
| ۱۱۱۲۵۸ | 2001 XO22   | ۹ دسامبر ۲۰۰۱  |
| ۱۱۱۲۵۹ | 2001 XY22   | ۹ دسامبر ۲۰۰۱  |
| ۱۱۱۲۶۰ | 2001 XR24   | ۱۰ دسامبر ۲۰۰۱ |
| ۱۱۱۲۶۱ | 2001 XC26   | ۱۰ دسامبر ۲۰۰۱ |
| ۱۱۱۲۶۲ | 2001 XE26   | ۱۰ دسامبر ۲۰۰۱ |
| ۱۱۱۲۶۳ | 2001 XK26   | ۱۰ دسامبر ۲۰۰۱ |
| ۱۱۱۲۶۴ | 2001 XN26   | ۱۰ دسامبر ۲۰۰۱ |
| ۱۱۱۲۶۵ | 2001 XC29   | ۱۱ دسامبر ۲۰۰۱ |
| ۱۱۱۲۶۶ | 2001 XK29   | ۱۱ دسامبر ۲۰۰۱ |
| ۱۱۱۲۶۷ | 2001 XN29   | ۱۱ دسامبر ۲۰۰۱ |
| ۱۱۱۲۶۸ | 2001 XN31   | ۱۱ دسامبر ۲۰۰۱ |
| ۱۱۱۲۶۹ | 2001 XC32   | ۷ دسامبر ۲۰۰۱  |
| ۱۱۱۲۷۰ | 2001 XE32   | ۷ دسامبر ۲۰۰۱  |
| ۱۱۱۲۷۱ | 2001 XM33   | ۱۱ دسامبر ۲۰۰۱ |
| ۱۱۱۲۷۲ | 2001 XN33   | ۱۱ دسامبر ۲۰۰۱ |
| ۱۱۱۲۷۳ | 2001 XW34   | ۹ دسامبر ۲۰۰۱  |
| ۱۱۱۲۷۴ | 2001 XA35   | ۱۳ دسامبر ۲۰۰۱ |
| ۱۱۱۲۷۵ | 2001 XF36   | ۹ دسامبر ۲۰۰۱  |
| ۱۱۱۲۷۶ | 2001 XX36   | ۹ دسامبر ۲۰۰۱  |
| ۱۱۱۲۷۷ | 2001 XE38   | ۹ دسامبر ۲۰۰۱  |
| ۱۱۱۲۷۸ | 2001 XG38   | ۹ دسامبر ۲۰۰۱  |
| ۱۱۱۲۷۹ | 2001 XU38   | ۹ دسامبر ۲۰۰۱  |
| ۱۱۱۲۸۰ | 2001 XD39   | ۹ دسامبر ۲۰۰۱  |
| ۱۱۱۲۸۱ | 2001 XC41   | ۹ دسامبر ۲۰۰۱  |
| ۱۱۱۲۸۲ | 2001 XD41   | ۹ دسامبر ۲۰۰۱  |
| ۱۱۱۲۸۳ | 2001 XE41   | ۹ دسامبر ۲۰۰۱  |
| ۱۱۱۲۸۴ | 2001 XH42   | ۹ دسامبر ۲۰۰۱  |
| ۱۱۱۲۸۵ | 2001 XE43   | ۹ دسامبر ۲۰۰۱  |
| ۱۱۱۲۸۶ | 2001 XC46   | ۹ دسامبر ۲۰۰۱  |
| ۱۱۱۲۸۷ | 2001 XT47   | ۹ دسامبر ۲۰۰۱  |
| ۱۱۱۲۸۸ | 2001 XE48   | ۱۰ دسامبر ۲۰۰۱ |
| ۱۱۱۲۸۹ | 2001 XE50   | ۱۳ دسامبر ۲۰۰۱ |
| ۱۱۱۲۹۰ | 2001 XZ50   | ۱۰ دسامبر ۲۰۰۱ |
| ۱۱۱۲۹۱ | 2001 XB51   | ۱۰ دسامبر ۲۰۰۱ |
| ۱۱۱۲۹۲ | 2001 XN51   | ۱۰ دسامبر ۲۰۰۱ |
| ۱۱۱۲۹۳ | 2001 XA52   | ۱۰ دسامبر ۲۰۰۱ |
| ۱۱۱۲۹۴ | 2001 XO53   | ۱۰ دسامبر ۲۰۰۱ |
| ۱۱۱۲۹۵ | 2001 XR53   | ۱۰ دسامبر ۲۰۰۱ |
| ۱۱۱۲۹۶ | 2001 XG54   | ۱۰ دسامبر ۲۰۰۱ |
| ۱۱۱۲۹۷ | 2001 XH55   | ۱۰ دسامبر ۲۰۰۱ |
| ۱۱۱۲۹۸ | 2001 XZ55   | ۱۰ دسامبر ۲۰۰۱ |
| ۱۱۱۲۹۹ | 2001 XP56   | ۱۰ دسامبر ۲۰۰۱ |
| ۱۱۱۳۰۰ | 2001 XZ56   | ۱۱ دسامبر ۲۰۰۱ |
| ۱۱۱۳۰۱ | 2001 XC57   | ۱۱ دسامبر ۲۰۰۱ |
| ۱۱۱۳۰۲ | 2001 XK58   | ۱۰ دسامبر ۲۰۰۱ |
| ۱۱۱۳۰۳ | 2001 XT58   | ۱۰ دسامبر ۲۰۰۱ |
| ۱۱۱۳۰۴ | 2001 XC60   | ۱۰ دسامبر ۲۰۰۱ |
| ۱۱۱۳۰۵ | 2001 XB61   | ۱۰ دسامبر ۲۰۰۱ |
| ۱۱۱۳۰۶ | 2001 XW61   | ۱۰ دسامبر ۲۰۰۱ |
| ۱۱۱۳۰۷ | 2001 XH63   | ۱۰ دسامبر ۲۰۰۱ |
| ۱۱۱۳۰۸ | 2001 XT64   | ۱۰ دسامبر ۲۰۰۱ |
| ۱۱۱۳۰۹ | 2001 XY65   | ۱۱ دسامبر ۲۰۰۱ |
| ۱۱۱۳۱۰ | 2001 XM67   | ۱۰ دسامبر ۲۰۰۱ |
| ۱۱۱۳۱۱ | 2001 XK68   | ۱۰ دسامبر ۲۰۰۱ |
| ۱۱۱۳۱۲ | 2001 XT68   | ۱۱ دسامبر ۲۰۰۱ |
| ۱۱۱۳۱۳ | 2001 XC69   | ۱۱ دسامبر ۲۰۰۱ |
| ۱۱۱۳۱۴ | 2001 XE73   | ۱۱ دسامبر ۲۰۰۱ |
| ۱۱۱۳۱۵ | 2001 XZ73   | ۱۱ دسامبر ۲۰۰۱ |
| ۱۱۱۳۱۶ | 2001 XJ74   | ۱۱ دسامبر ۲۰۰۱ |
| ۱۱۱۳۱۷ | 2001 XZ74   | ۱۱ دسامبر ۲۰۰۱ |
| ۱۱۱۳۱۸ | 2001 XH75   | ۱۱ دسامبر ۲۰۰۱ |
| ۱۱۱۳۱۹ | 2001 XQ75   | ۱۱ دسامبر ۲۰۰۱ |
| ۱۱۱۳۲۰ | 2001 XW75   | ۱۱ دسامبر ۲۰۰۱ |
| ۱۱۱۳۲۱ | 2001 XS76   | ۱۱ دسامبر ۲۰۰۱ |
| ۱۱۱۳۲۲ | 2001 XT76   | ۱۱ دسامبر ۲۰۰۱ |
| ۱۱۱۳۲۳ | 2001 XS77   | ۱۱ دسامبر ۲۰۰۱ |
| ۱۱۱۳۲۴ | 2001 XU79   | ۱۱ دسامبر ۲۰۰۱ |
| ۱۱۱۳۲۵ | 2001 XX79   | ۱۱ دسامبر ۲۰۰۱ |
| ۱۱۱۳۲۶ | 2001 XJ81   | ۱۱ دسامبر ۲۰۰۱ |
| ۱۱۱۳۲۷ | 2001 XP84   | ۱۱ دسامبر ۲۰۰۱ |
| ۱۱۱۳۲۸ | 2001 XZ85   | ۱۱ دسامبر ۲۰۰۱ |
| ۱۱۱۳۲۹ | 2001 XW87   | ۱۴ دسامبر ۲۰۰۱ |
| ۱۱۱۳۳۰ | 2001 XX87   | ۱۴ دسامبر ۲۰۰۱ |
| ۱۱۱۳۳۱ | 2001 XV88   | ۹ دسامبر ۲۰۰۱  |
| ۱۱۱۳۳۲ | 2001 XF89   | ۱۰ دسامبر ۲۰۰۱ |
| ۱۱۱۳۳۳ | 2001 XR90   | ۱۰ دسامبر ۲۰۰۱ |
| ۱۱۱۳۳۴ | 2001 XM93   | ۱۰ دسامبر ۲۰۰۱ |
| ۱۱۱۳۳۵ | 2001 XL94   | ۱۰ دسامبر ۲۰۰۱ |
| ۱۱۱۳۳۶ | 2001 XW94   | ۱۰ دسامبر ۲۰۰۱ |
| ۱۱۱۳۳۷ | 2001 XE95   | ۱۰ دسامبر ۲۰۰۱ |
| ۱۱۱۳۳۸ | 2001 XN95   | ۱۰ دسامبر ۲۰۰۱ |
| ۱۱۱۳۳۹ | 2001 XY95   | ۱۰ دسامبر ۲۰۰۱ |
| ۱۱۱۳۴۰ | 2001 XL96   | ۱۰ دسامبر ۲۰۰۱ |
| ۱۱۱۳۴۱ | 2001 XO96   | ۱۰ دسامبر ۲۰۰۱ |
| ۱۱۱۳۴۲ | 2001 XE97   | ۱۰ دسامبر ۲۰۰۱ |
| ۱۱۱۳۴۳ | 2001 XT98   | ۱۰ دسامبر ۲۰۰۱ |
| ۱۱۱۳۴۴ | 2001 XS99   | ۱۰ دسامبر ۲۰۰۱ |
| ۱۱۱۳۴۵ | 2001 XC102  | ۱۱ دسامبر ۲۰۰۱ |
| ۱۱۱۳۴۶ | 2001 XS103  | ۱۴ دسامبر ۲۰۰۱ |
| ۱۱۱۳۴۷ | 2001 XL105  | ۷ دسامبر ۲۰۰۱  |
| ۱۱۱۳۴۸ | 2001 XD107  | ۱۰ دسامبر ۲۰۰۱ |
| ۱۱۱۳۴۹ | 2001 XF107  | ۱۰ دسامبر ۲۰۰۱ |
| ۱۱۱۳۵۰ | 2001 XW107  | ۱۰ دسامبر ۲۰۰۱ |
| ۱۱۱۳۵۱ | 2001 XZ107  | ۱۰ دسامبر ۲۰۰۱ |
| ۱۱۱۳۵۲ | 2001 XC109  | ۱۰ دسامبر ۲۰۰۱ |
| ۱۱۱۳۵۳ | 2001 XE109  | ۱۰ دسامبر ۲۰۰۱ |
| ۱۱۱۳۵۴ | 2001 XQ109  | ۱۱ دسامبر ۲۰۰۱ |
| ۱۱۱۳۵۵ | 2001 XF112  | ۱۱ دسامبر ۲۰۰۱ |
| ۱۱۱۳۵۶ | 2001 XY112  | ۱۱ دسامبر ۲۰۰۱ |
| ۱۱۱۳۵۷ | 2001 XB113  | ۱۱ دسامبر ۲۰۰۱ |
| ۱۱۱۳۵۸ | 2001 XQ114  | ۱۳ دسامبر ۲۰۰۱ |
| ۱۱۱۳۵۹ | 2001 XX114  | ۱۳ دسامبر ۲۰۰۱ |
| ۱۱۱۳۶۰ | 2001 XO120  | ۱۴ دسامبر ۲۰۰۱ |
| ۱۱۱۳۶۱ | 2001 XP120  | ۱۴ دسامبر ۲۰۰۱ |
| ۱۱۱۳۶۲ | 2001 XA121  | ۱۴ دسامبر ۲۰۰۱ |
| ۱۱۱۳۶۳ | 2001 XC126  | ۱۴ دسامبر ۲۰۰۱ |
| ۱۱۱۳۶۴ | 2001 XL126  | ۱۴ دسامبر ۲۰۰۱ |
| ۱۱۱۳۶۵ | 2001 XQ126  | ۱۴ دسامبر ۲۰۰۱ |
| ۱۱۱۳۶۶ | 2001 XM127  | ۱۴ دسامبر ۲۰۰۱ |
| ۱۱۱۳۶۷ | 2001 XU127  | ۱۴ دسامبر ۲۰۰۱ |
| ۱۱۱۳۶۸ | 2001 XR131  | ۱۴ دسامبر ۲۰۰۱ |
| ۱۱۱۳۶۹ | 2001 XF132  | ۱۴ دسامبر ۲۰۰۱ |
| ۱۱۱۳۷۰ | 2001 XH133  | ۱۴ دسامبر ۲۰۰۱ |
| ۱۱۱۳۷۱ | 2001 XY136  | ۱۴ دسامبر ۲۰۰۱ |
| ۱۱۱۳۷۲ | 2001 XA137  | ۱۴ دسامبر ۲۰۰۱ |
| ۱۱۱۳۷۳ | 2001 XV137  | ۱۴ دسامبر ۲۰۰۱ |
| ۱۱۱۳۷۴ | 2001 XS145  | ۱۴ دسامبر ۲۰۰۱ |
| ۱۱۱۳۷۵ | 2001 XQ147  | ۱۴ دسامبر ۲۰۰۱ |
| ۱۱۱۳۷۶ | 2001 XK148  | ۱۴ دسامبر ۲۰۰۱ |
| ۱۱۱۳۷۷ | 2001 XJ149  | ۱۴ دسامبر ۲۰۰۱ |
| ۱۱۱۳۷۸ | 2001 XT150  | ۱۴ دسامبر ۲۰۰۱ |
| ۱۱۱۳۷۹ | 2001 XX150  | ۱۴ دسامبر ۲۰۰۱ |
| ۱۱۱۳۸۰ | 2001 XB151  | ۱۴ دسامبر ۲۰۰۱ |
| ۱۱۱۳۸۱ | 2001 XP152  | ۱۴ دسامبر ۲۰۰۱ |
| ۱۱۱۳۸۲ | 2001 XN153  | ۱۴ دسامبر ۲۰۰۱ |
| ۱۱۱۳۸۳ | 2001 XN154  | ۱۴ دسامبر ۲۰۰۱ |
| ۱۱۱۳۸۴ | 2001 XA156  | ۱۴ دسامبر ۲۰۰۱ |
| ۱۱۱۳۸۵ | 2001 XW157  | ۱۴ دسامبر ۲۰۰۱ |
| ۱۱۱۳۸۶ | 2001 XM158  | ۱۴ دسامبر ۲۰۰۱ |
| ۱۱۱۳۸۷ | 2001 XY158  | ۱۴ دسامبر ۲۰۰۱ |
| ۱۱۱۳۸۸ | 2001 XF159  | ۱۴ دسامبر ۲۰۰۱ |
| ۱۱۱۳۸۹ | 2001 XM160  | ۱۴ دسامبر ۲۰۰۱ |
| ۱۱۱۳۹۰ | 2001 XS160  | ۱۴ دسامبر ۲۰۰۱ |
| ۱۱۱۳۹۱ | 2001 XW162  | ۱۴ دسامبر ۲۰۰۱ |
| ۱۱۱۳۹۲ | 2001 XL164  | ۱۴ دسامبر ۲۰۰۱ |
| ۱۱۱۳۹۳ | 2001 XY165  | ۱۴ دسامبر ۲۰۰۱ |
| ۱۱۱۳۹۴ | 2001 XQ167  | ۱۴ دسامبر ۲۰۰۱ |
| ۱۱۱۳۹۵ | 2001 XK168  | ۱۴ دسامبر ۲۰۰۱ |
| ۱۱۱۳۹۶ | 2001 XG169  | ۱۴ دسامبر ۲۰۰۱ |
| ۱۱۱۳۹۷ | 2001 XA171  | ۱۴ دسامبر ۲۰۰۱ |
| ۱۱۱۳۹۸ | 2001 XC171  | ۱۴ دسامبر ۲۰۰۱ |
| ۱۱۱۳۹۹ | 2001 XK173  | ۱۴ دسامبر ۲۰۰۱ |
| ۱۱۱۴۰۰ | 2001 XB175  | ۱۴ دسامبر ۲۰۰۱ |
| ۱۱۱۴۰۱ | 2001 XT175  | ۱۴ دسامبر ۲۰۰۱ |
| ۱۱۱۴۰۲ | 2001 XA176  | ۱۴ دسامبر ۲۰۰۱ |
| ۱۱۱۴۰۳ | 2001 XN176  | ۱۴ دسامبر ۲۰۰۱ |
| ۱۱۱۴۰۴ | 2001 XZ177  | ۱۴ دسامبر ۲۰۰۱ |
| ۱۱۱۴۰۵ | 2001 XC178  | ۱۴ دسامبر ۲۰۰۱ |
| ۱۱۱۴۰۶ | 2001 XB180  | ۱۴ دسامبر ۲۰۰۱ |
| ۱۱۱۴۰۷ | 2001 XC183  | ۱۴ دسامبر ۲۰۰۱ |
| ۱۱۱۴۰۸ | 2001 XS183  | ۱۴ دسامبر ۲۰۰۱ |
| ۱۱۱۴۰۹ | 2001 XZ183  | ۱۴ دسامبر ۲۰۰۱ |
| ۱۱۱۴۱۰ | 2001 XK184  | ۱۴ دسامبر ۲۰۰۱ |
| ۱۱۱۴۱۱ | 2001 XR184  | ۱۴ دسامبر ۲۰۰۱ |
| ۱۱۱۴۱۲ | 2001 XQ187  | ۱۴ دسامبر ۲۰۰۱ |
| ۱۱۱۴۱۳ | 2001 XY187  | ۱۴ دسامبر ۲۰۰۱ |
| ۱۱۱۴۱۴ | 2001 XN189  | ۱۴ دسامبر ۲۰۰۱ |
| ۱۱۱۴۱۵ | 2001 XR190  | ۱۴ دسامبر ۲۰۰۱ |
| ۱۱۱۴۱۶ | 2001 XZ190  | ۱۴ دسامبر ۲۰۰۱ |
| ۱۱۱۴۱۷ | 2001 XS192  | ۱۴ دسامبر ۲۰۰۱ |
| ۱۱۱۴۱۸ | 2001 XY192  | ۱۴ دسامبر ۲۰۰۱ |
| ۱۱۱۴۱۹ | 2001 XA193  | ۱۴ دسامبر ۲۰۰۱ |
| ۱۱۱۴۲۰ | 2001 XK193  | ۱۴ دسامبر ۲۰۰۱ |
| ۱۱۱۴۲۱ | 2001 XD194  | ۱۴ دسامبر ۲۰۰۱ |
| ۱۱۱۴۲۲ | 2001 XM196  | ۱۴ دسامبر ۲۰۰۱ |
| ۱۱۱۴۲۳ | 2001 XU196  | ۱۴ دسامبر ۲۰۰۱ |
| ۱۱۱۴۲۴ | 2001 XX198  | ۱۴ دسامبر ۲۰۰۱ |
| ۱۱۱۴۲۵ | 2001 XJ202  | ۱۱ دسامبر ۲۰۰۱ |
| ۱۱۱۴۲۶ | 2001 XC203  | ۱۱ دسامبر ۲۰۰۱ |
| ۱۱۱۴۲۷ | 2001 XH203  | ۱۱ دسامبر ۲۰۰۱ |
| ۱۱۱۴۲۸ | 2001 XM206  | ۱۱ دسامبر ۲۰۰۱ |
| ۱۱۱۴۲۹ | 2001 XN206  | ۱۱ دسامبر ۲۰۰۱ |
| ۱۱۱۴۳۰ | 2001 XQ207  | ۱۱ دسامبر ۲۰۰۱ |
| ۱۱۱۴۳۱ | 2001 XN208  | ۱۱ دسامبر ۲۰۰۱ |
| ۱۱۱۴۳۲ | 2001 XB209  | ۱۱ دسامبر ۲۰۰۱ |
| ۱۱۱۴۳۳ | 2001 XZ212  | ۱۱ دسامبر ۲۰۰۱ |
| ۱۱۱۴۳۴ | 2001 XQ215  | ۱۴ دسامبر ۲۰۰۱ |
| ۱۱۱۴۳۵ | 2001 XY217  | ۱۵ دسامبر ۲۰۰۱ |
| ۱۱۱۴۳۶ | 2001 XU218  | ۱۵ دسامبر ۲۰۰۱ |
| ۱۱۱۴۳۷ | 2001 XV222  | ۱۵ دسامبر ۲۰۰۱ |
| ۱۱۱۴۳۸ | 2001 XV223  | ۱۵ دسامبر ۲۰۰۱ |
| ۱۱۱۴۳۹ | 2001 XJ227  | ۱۵ دسامبر ۲۰۰۱ |
| ۱۱۱۴۴۰ | 2001 XK231  | ۱۵ دسامبر ۲۰۰۱ |
| ۱۱۱۴۴۱ | 2001 XM232  | ۱۵ دسامبر ۲۰۰۱ |
| ۱۱۱۴۴۲ | 2001 XX233  | ۱۵ دسامبر ۲۰۰۱ |
| ۱۱۱۴۴۳ | 2001 XU235  | ۱۵ دسامبر ۲۰۰۱ |
| ۱۱۱۴۴۴ | 2001 XZ235  | ۱۵ دسامبر ۲۰۰۱ |
| ۱۱۱۴۴۵ | 2001 XJ238  | ۱۵ دسامبر ۲۰۰۱ |
| ۱۱۱۴۴۶ | 2001 XS238  | ۱۵ دسامبر ۲۰۰۱ |
| ۱۱۱۴۴۷ | 2001 XL239  | ۱۵ دسامبر ۲۰۰۱ |
| ۱۱۱۴۴۸ | 2001 XA240  | ۱۵ دسامبر ۲۰۰۱ |
| ۱۱۱۴۴۹ | 2001 XG240  | ۱۵ دسامبر ۲۰۰۱ |
| ۱۱۱۴۵۰ | 2001 XH240  | ۱۵ دسامبر ۲۰۰۱ |
| ۱۱۱۴۵۱ | 2001 XM245  | ۱۵ دسامبر ۲۰۰۱ |
| ۱۱۱۴۵۲ | 2001 XJ246  | ۱۵ دسامبر ۲۰۰۱ |
| ۱۱۱۴۵۳ | 2001 XD248  | ۱۴ دسامبر ۲۰۰۱ |
| ۱۱۱۴۵۴ | 2001 XA250  | ۱۴ دسامبر ۲۰۰۱ |
| ۱۱۱۴۵۵ | 2001 XL252  | ۱۴ دسامبر ۲۰۰۱ |
| ۱۱۱۴۵۶ | 2001 XJ254  | ۱۵ دسامبر ۲۰۰۱ |
| ۱۱۱۴۵۷ | 2001 XJ256  | ۷ دسامبر ۲۰۰۱  |
| ۱۱۱۴۵۸ | 2001 XP256  | ۷ دسامبر ۲۰۰۱  |
| ۱۱۱۴۵۹ | 2001 XQ256  | ۷ دسامبر ۲۰۰۱  |
| ۱۱۱۴۶۰ | 2001 XR258  | ۸ دسامبر ۲۰۰۱  |
| ۱۱۱۴۶۱ | 2001 XN259  | ۸ دسامبر ۲۰۰۱  |
| ۱۱۱۴۶۲ | 2001 XR259  | ۹ دسامبر ۲۰۰۱  |
| ۱۱۱۴۶۳ | 2001 XY259  | ۹ دسامبر ۲۰۰۱  |
| ۱۱۱۴۶۴ | 2001 XC262  | ۱۲ دسامبر ۲۰۰۱ |
| ۱۱۱۴۶۵ | 2001 XO263  | ۱۴ دسامبر ۲۰۰۱ |
| ۱۱۱۴۶۶ | 2001 YF2    | ۱۸ دسامبر ۲۰۰۱ |
| ۱۱۱۴۶۷ | 2001 YQ2    | ۱۹ دسامبر ۲۰۰۱ |
| ۱۱۱۴۶۷ | 2001        | YD۵            |
| ۱۱۱۴۶۹ | 2001 YQ6    | ۱۷ دسامبر ۲۰۰۱ |
| ۱۱۱۴۷۰ | 2001 YE8    | ۱۷ دسامبر ۲۰۰۱ |
| ۱۱۱۴۷۱ | 2001 YG8    | ۱۷ دسامبر ۲۰۰۱ |
| ۱۱۱۴۷۲ | 2001 YO9    | ۱۷ دسامبر ۲۰۰۱ |
| ۱۱۱۴۷۳ | 2001 YM10   | ۱۷ دسامبر ۲۰۰۱ |
| ۱۱۱۴۷۴ | 2001 YH12   | ۱۷ دسامبر ۲۰۰۱ |
| ۱۱۱۴۷۵ | 2001 YC14   | ۱۷ دسامبر ۲۰۰۱ |
| ۱۱۱۴۷۶ | 2001 YL16   | ۱۷ دسامبر ۲۰۰۱ |
| ۱۱۱۴۷۷ | 2001 YX16   | ۱۷ دسامبر ۲۰۰۱ |
| ۱۱۱۴۷۸ | 2001 YN18   | ۱۷ دسامبر ۲۰۰۱ |
| ۱۱۱۴۷۹ | 2001 YT21   | ۱۸ دسامبر ۲۰۰۱ |
| ۱۱۱۴۸۰ | 2001 YU24   | ۱۸ دسامبر ۲۰۰۱ |
| ۱۱۱۴۸۱ | 2001 YU27   | ۱۸ دسامبر ۲۰۰۱ |
| ۱۱۱۴۸۲ | 2001 YN37   | ۱۸ دسامبر ۲۰۰۱ |
| ۱۱۱۴۸۳ | 2001 YZ38   | ۱۸ دسامبر ۲۰۰۱ |
| ۱۱۱۴۸۴ | 2001 YD41   | ۱۸ دسامبر ۲۰۰۱ |
| ۱۱۱۴۸۵ | 2001 YF41   | ۱۸ دسامبر ۲۰۰۱ |
| ۱۱۱۴۸۶ | 2001 YY41   | ۱۸ دسامبر ۲۰۰۱ |
| ۱۱۱۴۸۷ | 2001 YV44   | ۱۸ دسامبر ۲۰۰۱ |
| ۱۱۱۴۸۸ | 2001 YT45   | ۱۸ دسامبر ۲۰۰۱ |
| ۱۱۱۴۸۹ | 2001 YH46   | ۱۸ دسامبر ۲۰۰۱ |
| ۱۱۱۴۹۰ | 2001 YO46   | ۱۸ دسامبر ۲۰۰۱ |
| ۱۱۱۴۹۱ | 2001 YZ46   | ۱۸ دسامبر ۲۰۰۱ |
| ۱۱۱۴۹۲ | 2001 YF51   | ۱۸ دسامبر ۲۰۰۱ |
| ۱۱۱۴۹۳ | 2001 YB53   | ۱۸ دسامبر ۲۰۰۱ |
| ۱۱۱۴۹۴ | 2001 YU53   | ۱۸ دسامبر ۲۰۰۱ |
| ۱۱۱۴۹۵ | 2001 YM58   | ۱۸ دسامبر ۲۰۰۱ |
| ۱۱۱۴۹۶ | 2001 YX58   | ۱۸ دسامبر ۲۰۰۱ |
| ۱۱۱۴۹۷ | 2001 YO59   | ۱۸ دسامبر ۲۰۰۱ |
| ۱۱۱۴۹۸ | 2001 YN60   | ۱۸ دسامبر ۲۰۰۱ |
| ۱۱۱۴۹۹ | 2001 YF61   | ۱۸ دسامبر ۲۰۰۱ |
| ۱۱۱۵۰۰ | 2001 YM62   | ۱۸ دسامبر ۲۰۰۱ |
| ۱۱۱۵۰۱ | 2001 YX65   | ۱۸ دسامبر ۲۰۰۱ |
| ۱۱۱۵۰۲ | 2001 YM69   | ۱۸ دسامبر ۲۰۰۱ |
| ۱۱۱۵۰۳ | 2001 YM72   | ۱۸ دسامبر ۲۰۰۱ |
| ۱۱۱۵۰۴ | 2001 YU72   | ۱۸ دسامبر ۲۰۰۱ |
| ۱۱۱۵۰۵ | 2001 YK73   | ۱۸ دسامبر ۲۰۰۱ |
| ۱۱۱۵۰۶ | 2001 YB74   | ۱۸ دسامبر ۲۰۰۱ |
| ۱۱۱۵۰۷ | 2001 YE79   | ۱۸ دسامبر ۲۰۰۱ |
| ۱۱۱۵۰۸ | 2001 YH79   | ۱۸ دسامبر ۲۰۰۱ |
| ۱۱۱۵۰۹ | 2001 YL79   | ۱۸ دسامبر ۲۰۰۱ |
| ۱۱۱۵۱۰ | 2001 YV80   | ۱۸ دسامبر ۲۰۰۱ |
| ۱۱۱۵۱۱ | 2001 YF84   | ۱۸ دسامبر ۲۰۰۱ |
| ۱۱۱۵۱۲ | 2001 YS85   | ۱۸ دسامبر ۲۰۰۱ |
| ۱۱۱۵۱۳ | 2001 YA86   | ۱۸ دسامبر ۲۰۰۱ |
| ۱۱۱۵۱۴ | 2001 YA87   | ۱۸ دسامبر ۲۰۰۱ |
| ۱۱۱۵۱۵ | 2001 YC91   | ۱۷ دسامبر ۲۰۰۱ |
| ۱۱۱۵۱۶ | 2001 YW91   | ۱۷ دسامبر ۲۰۰۱ |
| ۱۱۱۵۱۷ | 2001 YC92   | ۱۸ دسامبر ۲۰۰۱ |
| ۱۱۱۵۱۸ | 2001 YX95   | ۱۸ دسامبر ۲۰۰۱ |
| ۱۱۱۵۱۹ | 2001 YJ98   | ۱۷ دسامبر ۲۰۰۱ |
| ۱۱۱۵۲۰ | 2001 YM98   | ۱۷ دسامبر ۲۰۰۱ |
| ۱۱۱۵۲۱ | 2001 YL99   | ۱۷ دسامبر ۲۰۰۱ |
| ۱۱۱۵۲۲ | 2001 YG100  | ۱۷ دسامبر ۲۰۰۱ |
| ۱۱۱۵۲۳ | 2001 YW100  | ۱۷ دسامبر ۲۰۰۱ |
| ۱۱۱۵۲۴ | 2001 YT104  | ۱۷ دسامبر ۲۰۰۱ |
| ۱۱۱۵۲۵ | 2001 YX109  | ۱۸ دسامبر ۲۰۰۱ |
| ۱۱۱۵۲۶ | 2001 YC110  | ۱۸ دسامبر ۲۰۰۱ |
| ۱۱۱۵۲۷ | 2001 YR111  | ۱۸ دسامبر ۲۰۰۱ |
| ۱۱۱۵۲۸ | 2001 YT111  | ۱۹ دسامبر ۲۰۰۱ |
| ۱۱۱۵۲۹ | 2001 YH112  | ۱۹ دسامبر ۲۰۰۱ |
| ۱۱۱۵۳۰ | 2001 YY112  | ۱۹ دسامبر ۲۰۰۱ |
| ۱۱۱۵۳۱ | 2001 YH113  | ۱۹ دسامبر ۲۰۰۱ |
| ۱۱۱۵۳۲ | 2001 YL114  | ۱۹ دسامبر ۲۰۰۱ |
| ۱۱۱۵۳۳ | 2001 YD116  | ۱۷ دسامبر ۲۰۰۱ |
| ۱۱۱۵۳۴ | 2001 YL116  | ۱۸ دسامبر ۲۰۰۱ |
| ۱۱۱۵۳۵ | 2001 YJ117  | ۱۸ دسامبر ۲۰۰۱ |
| ۱۱۱۵۳۶ | 2001 YW117  | ۱۸ دسامبر ۲۰۰۱ |
| ۱۱۱۵۳۷ | 2001 YD120  | ۱۹ دسامبر ۲۰۰۱ |
| ۱۱۱۵۳۸ | 2001 YH122  | ۱۷ دسامبر ۲۰۰۱ |
| ۱۱۱۵۳۹ | 2001 YO130  | ۱۷ دسامبر ۲۰۰۱ |
| ۱۱۱۵۴۰ | 2001 YL131  | ۱۸ دسامبر ۲۰۰۱ |
| ۱۱۱۵۴۱ | 2001 YJ132  | ۱۹ دسامبر ۲۰۰۱ |
| ۱۱۱۵۴۲ | 2001 YK133  | ۱۷ دسامبر ۲۰۰۱ |
| ۱۱۱۵۴۳ | 2001 YC134  | ۱۷ دسامبر ۲۰۰۱ |
| ۱۱۱۵۴۴ | 2001 YT134  | ۱۸ دسامبر ۲۰۰۱ |
| ۱۱۱۵۴۵ | 2001 YU134  | ۱۸ دسامبر ۲۰۰۱ |
| ۱۱۱۵۴۶ | 2001 YY135  | ۲۱ دسامبر ۲۰۰۱ |
| ۱۱۱۵۴۷ | 2001 YF136  | ۲۲ دسامبر ۲۰۰۱ |
| ۱۱۱۵۴۸ | 2001 YG136  | ۲۲ دسامبر ۲۰۰۱ |
| ۱۱۱۵۴۹ | 2001 YC137  | ۲۲ دسامبر ۲۰۰۱ |
| ۱۱۱۵۵۰ | 2001 YO137  | ۲۲ دسامبر ۲۰۰۱ |
| ۱۱۱۵۵۱ | 2001 YT137  | ۲۲ دسامبر ۲۰۰۱ |
| ۱۱۱۵۵۲ | 2001 YO140  | ۲۲ دسامبر ۲۰۰۱ |
| ۱۱۱۵۵۳ | 2001 YQ140  | ۲۲ دسامبر ۲۰۰۱ |
| ۱۱۱۵۵۴ | 2001 YA141  | ۱۷ دسامبر ۲۰۰۱ |
| ۱۱۱۵۵۵ | 2001 YR153  | ۱۹ دسامبر ۲۰۰۱ |
| ۱۱۱۵۵۶ | 2001 YC155  | ۲۰ دسامبر ۲۰۰۱ |
| ۱۱۱۵۵۷ | 2001 YN155  | ۲۰ دسامبر ۲۰۰۱ |
| ۱۱۱۵۵۸ | Barrett     | ۶ ژانویه ۲۰۰۲  |
| ۱۱۱۵۵۹ | 2002 AN2    | ۵ ژانویه ۲۰۰۲  |
| ۱۱۱۵۶۰ | 2002 AX2    | ۶ ژانویه ۲۰۰۲  |
| ۱۱۱۵۶۱ | 2002 AH3    | ۵ ژانویه ۲۰۰۲  |
| ۱۱۱۵۶۲ | 2002 AJ3    | ۵ ژانویه ۲۰۰۲  |
| ۱۱۱۵۶۳ | 2002 AC4    | ۵ ژانویه ۲۰۰۲  |
| ۱۱۱۵۶۴ | 2002 AN4    | ۸ ژانویه ۲۰۰۲  |
| ۱۱۱۵۶۵ | 2002 AP4    | ۸ ژانویه ۲۰۰۲  |
| ۱۱۱۵۶۶ | 2002 AL6    | ۶ ژانویه ۲۰۰۲  |
| ۱۱۱۵۶۷ | 2002 AT6    | ۵ ژانویه ۲۰۰۲  |
| ۱۱۱۵۶۸ | 2002 AS9    | ۱۱ ژانویه ۲۰۰۲ |
| ۱۱۱۵۶۹ | 2002 AU10   | ۶ ژانویه ۲۰۰۲  |
| ۱۱۱۵۷۰ | Agasvar     | ۱۱ ژانویه ۲۰۰۲ |
| ۱۱۱۵۷۱ | 2002 AD13   | ۱۱ ژانویه ۲۰۰۲ |
| ۱۱۱۵۷۲ | 2002 AQ13   | ۱۱ ژانویه ۲۰۰۲ |
| ۱۱۱۵۷۳ | 2002 AV15   | ۴ ژانویه ۲۰۰۲  |
| ۱۱۱۵۷۴ | 2002 AV16   | ۵ ژانویه ۲۰۰۲  |
| ۱۱۱۵۷۵ | 2002 AK20   | ۵ ژانویه ۲۰۰۲  |
| ۱۱۱۵۷۶ | 2002 AQ20   | ۶ ژانویه ۲۰۰۲  |
| ۱۱۱۵۷۷ | 2002 AY24   | ۸ ژانویه ۲۰۰۲  |
| ۱۱۱۵۷۸ | 2002 AP27   | ۷ ژانویه ۲۰۰۲  |
| ۱۱۱۵۷۹ | 2002 AT27   | ۷ ژانویه ۲۰۰۲  |
| ۱۱۱۵۸۰ | 2002 AY32   | ۱۲ ژانویه ۲۰۰۲ |
| ۱۱۱۵۸۱ | 2002 AE37   | ۹ ژانویه ۲۰۰۲  |
| ۱۱۱۵۸۲ | 2002 AG38   | ۹ ژانویه ۲۰۰۲  |
| ۱۱۱۵۸۳ | 2002 AV40   | ۹ ژانویه ۲۰۰۲  |
| ۱۱۱۵۸۴ | 2002 AJ41   | ۹ ژانویه ۲۰۰۲  |
| ۱۱۱۵۸۵ | 2002 AO41   | ۹ ژانویه ۲۰۰۲  |
| ۱۱۱۵۸۶ | 2002 AR42   | ۹ ژانویه ۲۰۰۲  |
| ۱۱۱۵۸۷ | 2002 AL49   | ۹ ژانویه ۲۰۰۲  |
| ۱۱۱۵۸۸ | 2002 AO49   | ۹ ژانویه ۲۰۰۲  |
| ۱۱۱۵۸۹ | 2002 AX55   | ۹ ژانویه ۲۰۰۲  |
| ۱۱۱۵۹۰ | 2002 AX56   | ۹ ژانویه ۲۰۰۲  |
| ۱۱۱۵۹۱ | 2002 AJ58   | ۹ ژانویه ۲۰۰۲  |
| ۱۱۱۵۹۲ | 2002 AY63   | ۱۱ ژانویه ۲۰۰۲ |
| ۱۱۱۵۹۳ | 2002 AO65   | ۱۱ ژانویه ۲۰۰۲ |
| ۱۱۱۵۹۴ | 2002 AX66   | ۱۱ ژانویه ۲۰۰۲ |
| ۱۱۱۵۹۵ | 2002 AK69   | ۱۳ ژانویه ۲۰۰۲ |
| ۱۱۱۵۹۶ | 2002 AN71   | ۸ ژانویه ۲۰۰۲  |
| ۱۱۱۵۹۷ | 2002 AA75   | ۸ ژانویه ۲۰۰۲  |
| ۱۱۱۵۹۸ | 2002 AC79   | ۸ ژانویه ۲۰۰۲  |
| ۱۱۱۵۹۹ | 2002 AH79   | ۸ ژانویه ۲۰۰۲  |
| ۱۱۱۶۰۰ | 2002 AC80   | ۸ ژانویه ۲۰۰۲  |
| ۱۱۱۶۰۱ | 2002 AH80   | ۸ ژانویه ۲۰۰۲  |
| ۱۱۱۶۰۲ | 2002 AP81   | ۹ ژانویه ۲۰۰۲  |
| ۱۱۱۶۰۳ | 2002 AA86   | ۹ ژانویه ۲۰۰۲  |
| ۱۱۱۶۰۴ | 2002 AG86   | ۹ ژانویه ۲۰۰۲  |
| ۱۱۱۶۰۵ | 2002 AF88   | ۹ ژانویه ۲۰۰۲  |
| ۱۱۱۶۰۶ | 2002 AS88   | ۹ ژانویه ۲۰۰۲  |
| ۱۱۱۶۰۷ | 2002 AE89   | ۹ ژانویه ۲۰۰۲  |
| ۱۱۱۶۰۸ | 2002 AL93   | ۸ ژانویه ۲۰۰۲  |
| ۱۱۱۶۰۹ | 2002 AS94   | ۸ ژانویه ۲۰۰۲  |
| ۱۱۱۶۱۰ | 2002 AV102  | ۸ ژانویه ۲۰۰۲  |
| ۱۱۱۶۱۱ | 2002 AD107  | ۹ ژانویه ۲۰۰۲  |
| ۱۱۱۶۱۲ | 2002 AG107  | ۹ ژانویه ۲۰۰۲  |
| ۱۱۱۶۱۳ | 2002 AJ107  | ۹ ژانویه ۲۰۰۲  |
| ۱۱۱۶۱۴ | 2002 AC109  | ۹ ژانویه ۲۰۰۲  |
| ۱۱۱۶۱۵ | 2002 AN110  | ۹ ژانویه ۲۰۰۲  |
| ۱۱۱۶۱۶ | 2002 AV111  | ۹ ژانویه ۲۰۰۲  |
| ۱۱۱۶۱۷ | 2002 AV112  | ۹ ژانویه ۲۰۰۲  |
| ۱۱۱۶۱۸ | 2002 AR114  | ۹ ژانویه ۲۰۰۲  |
| ۱۱۱۶۱۹ | 2002 AV115  | ۹ ژانویه ۲۰۰۲  |
| ۱۱۱۶۲۰ | 2002 AQ116  | ۹ ژانویه ۲۰۰۲  |
| ۱۱۱۶۲۱ | 2002 AQ118  | ۹ ژانویه ۲۰۰۲  |
| ۱۱۱۶۲۲ | 2002 AV118  | ۹ ژانویه ۲۰۰۲  |
| ۱۱۱۶۲۳ | 2002 AK120  | ۹ ژانویه ۲۰۰۲  |
| ۱۱۱۶۲۴ | 2002 AL125  | ۱۱ ژانویه ۲۰۰۲ |
| ۱۱۱۶۲۵ | 2002 AX127  | ۱۳ ژانویه ۲۰۰۲ |
| ۱۱۱۶۲۶ | 2002 AK128  | ۱۴ ژانویه ۲۰۰۲ |
| ۱۱۱۶۲۷ | 2002 AF129  | ۱۴ ژانویه ۲۰۰۲ |
| ۱۱۱۶۲۸ | 2002 AQ131  | ۸ ژانویه ۲۰۰۲  |
| ۱۱۱۶۲۹ | 2002 AZ137  | ۹ ژانویه ۲۰۰۲  |
| ۱۱۱۶۳۰ | 2002 AL138  | ۹ ژانویه ۲۰۰۲  |
| ۱۱۱۶۳۱ | 2002 AT141  | ۱۳ ژانویه ۲۰۰۲ |
| ۱۱۱۶۳۲ | 2002 AB142  | ۱۳ ژانویه ۲۰۰۲ |
| ۱۱۱۶۳۳ | 2002 AQ147  | ۱۴ ژانویه ۲۰۰۲ |
| ۱۱۱۶۳۴ | 2002 AU147  | ۱۴ ژانویه ۲۰۰۲ |
| ۱۱۱۶۳۵ | 2002 AV149  | ۱۴ ژانویه ۲۰۰۲ |
| ۱۱۱۶۳۶ | 2002 AB151  | ۱۴ ژانویه ۲۰۰۲ |
| ۱۱۱۶۳۷ | 2002 AT151  | ۱۴ ژانویه ۲۰۰۲ |
| ۱۱۱۶۳۸ | 2002 AQ154  | ۱۴ ژانویه ۲۰۰۲ |
| ۱۱۱۶۳۹ | 2002 AZ157  | ۱۳ ژانویه ۲۰۰۲ |
| ۱۱۱۶۴۰ | 2002 AH158  | ۱۳ ژانویه ۲۰۰۲ |
| ۱۱۱۶۴۱ | 2002 AD167  | ۱۳ ژانویه ۲۰۰۲ |
| ۱۱۱۶۴۲ | 2002 AE167  | ۱۳ ژانویه ۲۰۰۲ |
| ۱۱۱۶۴۳ | 2002 AP169  | ۱۴ ژانویه ۲۰۰۲ |
| ۱۱۱۶۴۴ | 2002 AJ170  | ۱۴ ژانویه ۲۰۰۲ |
| ۱۱۱۶۴۵ | 2002 AK170  | ۱۴ ژانویه ۲۰۰۲ |
| ۱۱۱۶۴۶ | 2002 AH174  | ۱۴ ژانویه ۲۰۰۲ |
| ۱۱۱۶۴۷ | 2002 AR179  | ۱۴ ژانویه ۲۰۰۲ |
| ۱۱۱۶۴۸ | 2002 AR180  | ۵ ژانویه ۲۰۰۲  |
| ۱۱۱۶۴۹ | 2002 AS180  | ۵ ژانویه ۲۰۰۲  |
| ۱۱۱۶۵۰ | 2002 AZ182  | ۵ ژانویه ۲۰۰۲  |
| ۱۱۱۶۵۱ | 2002 AM183  | ۶ ژانویه ۲۰۰۲  |
| ۱۱۱۶۵۲ | 2002 AA184  | ۶ ژانویه ۲۰۰۲  |
| ۱۱۱۶۵۳ | 2002 AE184  | ۷ ژانویه ۲۰۰۲  |
| ۱۱۱۶۵۴ | 2002 AG184  | ۷ ژانویه ۲۰۰۲  |
| ۱۱۱۶۵۵ | 2002 AR185  | ۸ ژانویه ۲۰۰۲  |
| ۱۱۱۶۵۶ | 2002 AP186  | ۸ ژانویه ۲۰۰۲  |
| ۱۱۱۶۵۷ | 2002 AO187  | ۸ ژانویه ۲۰۰۲  |
| ۱۱۱۶۵۸ | 2002 AP192  | ۱۲ ژانویه ۲۰۰۲ |
| ۱۱۱۶۵۹ | 2002 AU201  | ۸ ژانویه ۲۰۰۲  |
| ۱۱۱۶۶۰ | Jimgray     | ۱۳ ژانویه ۲۰۰۲ |
| ۱۱۱۶۶۰ | 2002 BP     | ۱۶ ژانویه ۲۰۰۲ |
| ۱۱۱۶۶۲ | 2002 BN3    | ۲۰ ژانویه ۲۰۰۲ |
| ۱۱۱۶۶۳ | 2002 BS4    | ۱۹ ژانویه ۲۰۰۲ |
| ۱۱۱۶۶۴ | 2002 BT4    | ۱۹ ژانویه ۲۰۰۲ |
| ۱۱۱۶۶۵ | 2002 BC5    | ۱۹ ژانویه ۲۰۰۲ |
| ۱۱۱۶۶۶ | 2002 BX5    | ۱۸ ژانویه ۲۰۰۲ |
| ۱۱۱۶۶۷ | 2002 BH7    | ۱۸ ژانویه ۲۰۰۲ |
| ۱۱۱۶۶۸ | 2002 BU9    | ۱۸ ژانویه ۲۰۰۲ |
| ۱۱۱۶۶۹ | 2002 BE11   | ۱۸ ژانویه ۲۰۰۲ |
| ۱۱۱۶۷۰ | 2002 BH13   | ۱۸ ژانویه ۲۰۰۲ |
| ۱۱۱۶۷۱ | 2002 BK13   | ۱۸ ژانویه ۲۰۰۲ |
| ۱۱۱۶۷۲ | 2002 BN13   | ۱۸ ژانویه ۲۰۰۲ |
| ۱۱۱۶۷۳ | 2002 BV14   | ۱۹ ژانویه ۲۰۰۲ |
| ۱۱۱۶۷۴ | 2002 BS19   | ۲۱ ژانویه ۲۰۰۲ |
| ۱۱۱۶۷۵ | 2002 BG21   | ۲۵ ژانویه ۲۰۰۲ |
| ۱۱۱۶۷۶ | 2002 BJ21   | ۲۵ ژانویه ۲۰۰۲ |
| ۱۱۱۶۷۷ | 2002 BO21   | ۲۵ ژانویه ۲۰۰۲ |
| ۱۱۱۶۷۸ | 2002 BQ21   | ۲۵ ژانویه ۲۰۰۲ |
| ۱۱۱۶۷۹ | 2002 BS21   | ۲۵ ژانویه ۲۰۰۲ |
| ۱۱۱۶۸۰ | 2002 BW22   | ۲۳ ژانویه ۲۰۰۲ |
| ۱۱۱۶۸۱ | 2002 BC23   | ۲۳ ژانویه ۲۰۰۲ |
| ۱۱۱۶۸۲ | 2002 BJ23   | ۲۳ ژانویه ۲۰۰۲ |
| ۱۱۱۶۸۳ | 2002 BY23   | ۲۳ ژانویه ۲۰۰۲ |
| ۱۱۱۶۸۴ | 2002 BD24   | ۲۳ ژانویه ۲۰۰۲ |
| ۱۱۱۶۸۵ | 2002 BT27   | ۲۰ ژانویه ۲۰۰۲ |
| ۱۱۱۶۸۶ | 2002 BQ30   | ۲۱ ژانویه ۲۰۰۲ |
| ۱۱۱۶۸۶ | 2002 CA     | ۱ فوریه ۲۰۰۲   |
| ۱۱۱۶۸۸ | 2002 CY4    | ۳ فوریه ۲۰۰۲   |
| ۱۱۱۶۸۹ | 2002 CZ5    | ۴ فوریه ۲۰۰۲   |
| ۱۱۱۶۹۰ | 2002 CO6    | ۱ فوریه ۲۰۰۲   |
| ۱۱۱۶۹۱ | 2002 CV9    | ۶ فوریه ۲۰۰۲   |
| ۱۱۱۶۹۲ | 2002 CW9    | ۶ فوریه ۲۰۰۲   |
| ۱۱۱۶۹۳ | 2002 CD10   | ۶ فوریه ۲۰۰۲   |
| ۱۱۱۶۹۴ | 2002 CP10   | ۶ فوریه ۲۰۰۲   |
| ۱۱۱۶۹۵ | 2002 CZ13   | ۸ فوریه ۲۰۰۲   |
| ۱۱۱۶۹۶ | Helenorman  | ۸ فوریه ۲۰۰۲   |
| ۱۱۱۶۹۷ | 2002 CD15   | ۹ فوریه ۲۰۰۲   |
| ۱۱۱۶۹۸ | 2002 CE15   | ۹ فوریه ۲۰۰۲   |
| ۱۱۱۶۹۹ | 2002 CP15   | ۸ فوریه ۲۰۰۲   |
| ۱۱۱۷۰۰ | 2002 CN18   | ۶ فوریه ۲۰۰۲   |
| ۱۱۱۷۰۱ | 2002 CE20   | ۴ فوریه ۲۰۰۲   |
| ۱۱۱۷۰۲ | 2002 CE22   | ۵ فوریه ۲۰۰۲   |
| ۱۱۱۷۰۳ | 2002 CZ22   | ۵ فوریه ۲۰۰۲   |
| ۱۱۱۷۰۴ | 2002 CQ24   | ۶ فوریه ۲۰۰۲   |
| ۱۱۱۷۰۵ | 2002 CM25   | ۷ فوریه ۲۰۰۲   |
| ۱۱۱۷۰۶ | 2002 CH26   | ۶ فوریه ۲۰۰۲   |
| ۱۱۱۷۰۷ | 2002 CL26   | ۶ فوریه ۲۰۰۲   |
| ۱۱۱۷۰۸ | 2002 CP26   | ۶ فوریه ۲۰۰۲   |
| ۱۱۱۷۰۹ | 2002 CV26   | ۶ فوریه ۲۰۰۲   |
| ۱۱۱۷۱۰ | 2002 CP27   | ۶ فوریه ۲۰۰۲   |
| ۱۱۱۷۱۱ | 2002 CT27   | ۶ فوریه ۲۰۰۲   |
| ۱۱۱۷۱۲ | 2002 CV29   | ۶ فوریه ۲۰۰۲   |
| ۱۱۱۷۱۳ | 2002 CX33   | ۶ فوریه ۲۰۰۲   |
| ۱۱۱۷۱۴ | 2002 CM34   | ۶ فوریه ۲۰۰۲   |
| ۱۱۱۷۱۵ | 2002 CO34   | ۶ فوریه ۲۰۰۲   |
| ۱۱۱۷۱۶ | 2002 CG35   | ۶ فوریه ۲۰۰۲   |
| ۱۱۱۷۱۷ | 2002 CE36   | ۷ فوریه ۲۰۰۲   |
| ۱۱۱۷۱۸ | 2002 CJ38   | ۷ فوریه ۲۰۰۲   |
| ۱۱۱۷۱۹ | 2002 CR38   | ۷ فوریه ۲۰۰۲   |
| ۱۱۱۷۲۰ | 2002 CU41   | ۷ فوریه ۲۰۰۲   |
| ۱۱۱۷۲۱ | 2002 CN42   | ۷ فوریه ۲۰۰۲   |
| ۱۱۱۷۲۲ | 2002 CF43   | ۱۲ فوریه ۲۰۰۲  |
| ۱۱۱۷۲۳ | 2002 CV45   | ۸ فوریه ۲۰۰۲   |
| ۱۱۱۷۲۴ | 2002 CC48   | ۳ فوریه ۲۰۰۲   |
| ۱۱۱۷۲۵ | 2002 CE50   | ۳ فوریه ۲۰۰۲   |
| ۱۱۱۷۲۶ | 2002 CH50   | ۱۱ فوریه ۲۰۰۲  |
| ۱۱۱۷۲۷ | 2002 CR50   | ۱۲ فوریه ۲۰۰۲  |
| ۱۱۱۷۲۸ | 2002 CZ51   | ۱۲ فوریه ۲۰۰۲  |
| ۱۱۱۷۲۹ | 2002 CX52   | ۷ فوریه ۲۰۰۲   |
| ۱۱۱۷۳۰ | 2002 CR56   | ۷ فوریه ۲۰۰۲   |
| ۱۱۱۷۳۱ | 2002 CY57   | ۸ فوریه ۲۰۰۲   |
| ۱۱۱۷۳۲ | 2002 CW60   | ۶ فوریه ۲۰۰۲   |
| ۱۱۱۷۳۳ | 2002 CB61   | ۶ فوریه ۲۰۰۲   |
| ۱۱۱۷۳۴ | 2002 CB65   | ۶ فوریه ۲۰۰۲   |
| ۱۱۱۷۳۵ | 2002 CT74   | ۷ فوریه ۲۰۰۲   |
| ۱۱۱۷۳۶ | 2002 CH76   | ۷ فوریه ۲۰۰۲   |
| ۱۱۱۷۳۷ | 2002 CN77   | ۷ فوریه ۲۰۰۲   |
| ۱۱۱۷۳۸ | 2002 CY78   | ۷ فوریه ۲۰۰۲   |
| ۱۱۱۷۳۹ | 2002 CB84   | ۷ فوریه ۲۰۰۲   |
| ۱۱۱۷۴۰ | 2002 CD85   | ۷ فوریه ۲۰۰۲   |
| ۱۱۱۷۴۱ | 2002 CL85   | ۷ فوریه ۲۰۰۲   |
| ۱۱۱۷۴۲ | 2002 CR86   | ۷ فوریه ۲۰۰۲   |
| ۱۱۱۷۴۳ | 2002 CA94   | ۷ فوریه ۲۰۰۲   |
| ۱۱۱۷۴۴ | 2002 CY99   | ۷ فوریه ۲۰۰۲   |
| ۱۱۱۷۴۵ | 2002 CA103  | ۷ فوریه ۲۰۰۲   |
| ۱۱۱۷۴۶ | 2002 CE107  | ۷ فوریه ۲۰۰۲   |
| ۱۱۱۷۴۷ | 2002 CZ108  | ۷ فوریه ۲۰۰۲   |
| ۱۱۱۷۴۸ | 2002 CE112  | ۷ فوریه ۲۰۰۲   |
| ۱۱۱۷۴۹ | 2002 CK113  | ۸ فوریه ۲۰۰۲   |
| ۱۱۱۷۵۰ | 2002 CR113  | ۸ فوریه ۲۰۰۲   |
| ۱۱۱۷۵۱ | 2002 CU114  | ۸ فوریه ۲۰۰۲   |
| ۱۱۱۷۵۲ | 2002 CO115  | ۸ فوریه ۲۰۰۲   |
| ۱۱۱۷۵۳ | 2002 CE116  | ۱۳ فوریه ۲۰۰۲  |
| ۱۱۱۷۵۴ | 2002 CJ119  | ۷ فوریه ۲۰۰۲   |
| ۱۱۱۷۵۵ | 2002 CK119  | ۷ فوریه ۲۰۰۲   |
| ۱۱۱۷۵۶ | 2002 CE121  | ۷ فوریه ۲۰۰۲   |
| ۱۱۱۷۵۷ | 2002 CX121  | ۷ فوریه ۲۰۰۲   |
| ۱۱۱۷۵۸ | 2002 CR125  | ۷ فوریه ۲۰۰۲   |
| ۱۱۱۷۵۹ | 2002 CK126  | ۷ فوریه ۲۰۰۲   |
| ۱۱۱۷۶۰ | 2002 CT127  | ۷ فوریه ۲۰۰۲   |
| ۱۱۱۷۶۱ | 2002 CZ130  | ۷ فوریه ۲۰۰۲   |
| ۱۱۱۷۶۲ | 2002 CL131  | ۷ فوریه ۲۰۰۲   |
| ۱۱۱۷۶۳ | 2002 CR132  | ۷ فوریه ۲۰۰۲   |
| ۱۱۱۷۶۴ | 2002 CO134  | ۷ فوریه ۲۰۰۲   |
| ۱۱۱۷۶۵ | 2002 CF136  | ۸ فوریه ۲۰۰۲   |
| ۱۱۱۷۶۶ | 2002 CO139  | ۸ فوریه ۲۰۰۲   |
| ۱۱۱۷۶۷ | 2002 CB140  | ۸ فوریه ۲۰۰۲   |
| ۱۱۱۷۶۸ | 2002 CY144  | ۹ فوریه ۲۰۰۲   |
| ۱۱۱۷۶۹ | 2002 CQ152  | ۸ فوریه ۲۰۰۲   |
| ۱۱۱۷۷۰ | 2002 CY152  | ۱۱ فوریه ۲۰۰۲  |
| ۱۱۱۷۷۱ | 2002 CZ152  | ۱۱ فوریه ۲۰۰۲  |
| ۱۱۱۷۷۲ | 2002 CB153  | ۶ فوریه ۲۰۰۲   |
| ۱۱۱۷۷۳ | 2002 CX153  | ۹ فوریه ۲۰۰۲   |
| ۱۱۱۷۷۴ | 2002 CK159  | ۷ فوریه ۲۰۰۲   |
| ۱۱۱۷۷۵ | 2002 CD161  | ۸ فوریه ۲۰۰۲   |
| ۱۱۱۷۷۶ | 2002 CX164  | ۸ فوریه ۲۰۰۲   |
| ۱۱۱۷۷۷ | 2002 CG166  | ۸ فوریه ۲۰۰۲   |
| ۱۱۱۷۷۸ | 2002 CR166  | ۸ فوریه ۲۰۰۲   |
| ۱۱۱۷۷۹ | 2002 CD168  | ۸ فوریه ۲۰۰۲   |
| ۱۱۱۷۸۰ | 2002 CR174  | ۸ فوریه ۲۰۰۲   |
| ۱۱۱۷۸۱ | 2002 CF175  | ۱۰ فوریه ۲۰۰۲  |
| ۱۱۱۷۸۲ | 2002 CK176  | ۱۰ فوریه ۲۰۰۲  |
| ۱۱۱۷۸۳ | 2002 CJ181  | ۱۰ فوریه ۲۰۰۲  |
| ۱۱۱۷۸۴ | 2002 CO186  | ۱۰ فوریه ۲۰۰۲  |
| ۱۱۱۷۸۵ | 2002 CQ186  | ۱۰ فوریه ۲۰۰۲  |
| ۱۱۱۷۸۶ | 2002 CZ213  | ۱۰ فوریه ۲۰۰۲  |
| ۱۱۱۷۸۷ | 2002 CM216  | ۱۰ فوریه ۲۰۰۲  |
| ۱۱۱۷۸۸ | 2002 CR235  | ۸ فوریه ۲۰۰۲   |
| ۱۱۱۷۸۹ | 2002 CQ236  | ۸ فوریه ۲۰۰۲   |
| ۱۱۱۷۹۰ | 2002 CQ238  | ۱۱ فوریه ۲۰۰۲  |
| ۱۱۱۷۹۱ | 2002 CJ239  | ۱۱ فوریه ۲۰۰۲  |
| ۱۱۱۷۹۲ | 2002 CR239  | ۱۱ فوریه ۲۰۰۲  |
| ۱۱۱۷۹۳ | 2002 CG240  | ۱۱ فوریه ۲۰۰۲  |
| ۱۱۱۷۹۴ | 2002 CK240  | ۱۱ فوریه ۲۰۰۲  |
| ۱۱۱۷۹۵ | 2002 CX240  | ۱۱ فوریه ۲۰۰۲  |
| ۱۱۱۷۹۶ | 2002 CS241  | ۱۱ فوریه ۲۰۰۲  |
| ۱۱۱۷۹۷ | 2002 CK242  | ۱۱ فوریه ۲۰۰۲  |
| ۱۱۱۷۹۸ | 2002 CW242  | ۱۱ فوریه ۲۰۰۲  |
| ۱۱۱۷۹۹ | 2002 CB244  | ۱۱ فوریه ۲۰۰۲  |
| ۱۱۱۸۰۰ | 2002 CT244  | ۱۱ فوریه ۲۰۰۲  |
| ۱۱۱۸۰۱ | 2002 CZ245  | ۱۵ فوریه ۲۰۰۲  |
| ۱۱۱۸۰۲ | 2002 CA248  | ۱۵ فوریه ۲۰۰۲  |
| ۱۱۱۸۰۳ | 2002 CH248  | ۱۵ فوریه ۲۰۰۲  |
| ۱۱۱۸۰۴ | 2002 CE256  | ۴ فوریه ۲۰۰۲   |
| ۱۱۱۸۰۵ | 2002 CZ256  | ۴ فوریه ۲۰۰۲   |
| ۱۱۱۸۰۶ | 2002 CP270  | ۷ فوریه ۲۰۰۲   |
| ۱۱۱۸۰۷ | 2002 CC273  | ۸ فوریه ۲۰۰۲   |
| ۱۱۱۸۰۸ | 2002 CE273  | ۸ فوریه ۲۰۰۲   |
| ۱۱۱۸۰۹ | 2002 CF274  | ۸ فوریه ۲۰۰۲   |
| ۱۱۱۸۱۰ | 2002 CT276  | ۷ فوریه ۲۰۰۲   |
| ۱۱۱۸۱۱ | 2002 CN283  | ۸ فوریه ۲۰۰۲   |
| ۱۱۱۸۱۲ | 2002 CW289  | ۱۰ فوریه ۲۰۰۲  |
| ۱۱۱۸۱۳ | 2002 CF296  | ۱۰ فوریه ۲۰۰۲  |
| ۱۱۱۸۱۴ | 2002 CW299  | ۱۰ فوریه ۲۰۰۲  |
| ۱۱۱۸۱۵ | 2002 CS303  | ۱۳ فوریه ۲۰۰۲  |
| ۱۱۱۸۱۶ | 2002 CL304  | ۱۵ فوریه ۲۰۰۲  |
| ۱۱۱۸۱۶ | 2002 DF     | ۱۶ فوریه ۲۰۰۲  |
| ۱۱۱۸۱۸ | Deforest    | ۱۷ فوریه ۲۰۰۲  |
| ۱۱۱۸۱۹ | 2002 DD1    | ۱۶ فوریه ۲۰۰۲  |
| ۱۱۱۸۲۰ | 2002 DK1    | ۱۸ فوریه ۲۰۰۲  |
| ۱۱۱۸۲۱ | 2002 DS2    | ۱۹ فوریه ۲۰۰۲  |
| ۱۱۱۸۲۲ | 2002 DW2    | ۱۷ فوریه ۲۰۰۲  |
| ۱۱۱۸۲۳ | 2002 DE3    | ۱۹ فوریه ۲۰۰۲  |
| ۱۱۱۸۲۴ | 2002 DS3    | ۲۲ فوریه ۲۰۰۲  |
| ۱۱۱۸۲۵ | 2002 DJ15   | ۱۶ فوریه ۲۰۰۲  |
| ۱۱۱۸۲۶ | 2002 DB19   | ۲۲ فوریه ۲۰۰۲  |
| ۱۱۱۸۲۷ | 2002 ED1    | ۵ مارس ۲۰۰۲    |
| ۱۱۱۸۲۸ | 2002 EV1    | ۵ مارس ۲۰۰۲    |
| ۱۱۱۸۲۹ | 2002 EA6    | ۱۲ مارس ۲۰۰۲   |
| ۱۱۱۸۳۰ | 2002 EO9    | ۱۴ مارس ۲۰۰۲   |
| ۱۱۱۸۳۱ | 2002 EB10   | ۱۴ مارس ۲۰۰۲   |
| ۱۱۱۸۳۲ | 2002 EU10   | ۱۳ مارس ۲۰۰۲   |
| ۱۱۱۸۳۳ | 2002 EN12   | ۱۴ مارس ۲۰۰۲   |
| ۱۱۱۸۳۴ | 2002 EK13   | ۵ مارس ۲۰۰۲    |
| ۱۱۱۸۳۵ | 2002 EL16   | ۶ مارس ۲۰۰۲    |
| ۱۱۱۸۳۶ | 2002 ET20   | ۹ مارس ۲۰۰۲    |
| ۱۱۱۸۳۷ | 2002 EW20   | ۹ مارس ۲۰۰۲    |
| ۱۱۱۸۳۸ | 2002 EX20   | ۱۰ مارس ۲۰۰۲   |
| ۱۱۱۸۳۹ | 2002 EU21   | ۱۰ مارس ۲۰۰۲   |
| ۱۱۱۸۴۰ | 2002 EA22   | ۱۰ مارس ۲۰۰۲   |
| ۱۱۱۸۴۱ | 2002 EU26   | ۱۰ مارس ۲۰۰۲   |
| ۱۱۱۸۴۲ | 2002 EA29   | ۹ مارس ۲۰۰۲    |
| ۱۱۱۸۴۳ | 2002 EH30   | ۹ مارس ۲۰۰۲    |
| ۱۱۱۸۴۴ | 2002 EX30   | ۹ مارس ۲۰۰۲    |
| ۱۱۱۸۴۵ | 2002 EA31   | ۹ مارس ۲۰۰۲    |
| ۱۱۱۸۴۶ | 2002 EX31   | ۹ مارس ۲۰۰۲    |
| ۱۱۱۸۴۷ | 2002 EL35   | ۹ مارس ۲۰۰۲    |
| ۱۱۱۸۴۸ | 2002 EA40   | ۹ مارس ۲۰۰۲    |
| ۱۱۱۸۴۹ | 2002 EU40   | ۹ مارس ۲۰۰۲    |
| ۱۱۱۸۵۰ | 2002 EL41   | ۱۲ مارس ۲۰۰۲   |
| ۱۱۱۸۵۱ | 2002 EO49   | ۱۲ مارس ۲۰۰۲   |
| ۱۱۱۸۵۲ | 2002 EJ55   | ۱۳ مارس ۲۰۰۲   |
| ۱۱۱۸۵۳ | 2002 EV62   | ۱۳ مارس ۲۰۰۲   |
| ۱۱۱۸۵۴ | 2002 EN65   | ۱۳ مارس ۲۰۰۲   |
| ۱۱۱۸۵۵ | 2002 EM67   | ۱۳ مارس ۲۰۰۲   |
| ۱۱۱۸۵۶ | 2002 EC69   | ۱۳ مارس ۲۰۰۲   |
| ۱۱۱۸۵۷ | 2002 EB71   | ۱۳ مارس ۲۰۰۲   |
| ۱۱۱۸۵۸ | 2002 EO72   | ۱۳ مارس ۲۰۰۲   |
| ۱۱۱۸۵۹ | 2002 EW73   | ۱۳ مارس ۲۰۰۲   |
| ۱۱۱۸۶۰ | 2002 EQ74   | ۱۳ مارس ۲۰۰۲   |
| ۱۱۱۸۶۱ | 2002 EJ83   | ۱۳ مارس ۲۰۰۲   |
| ۱۱۱۸۶۲ | 2002 EO86   | ۹ مارس ۲۰۰۲    |
| ۱۱۱۸۶۳ | 2002 EW86   | ۹ مارس ۲۰۰۲    |
| ۱۱۱۸۶۴ | 2002 EZ86   | ۹ مارس ۲۰۰۲    |
| ۱۱۱۸۶۵ | 2002 EN87   | ۹ مارس ۲۰۰۲    |
| ۱۱۱۸۶۶ | 2002 EJ89   | ۱۲ مارس ۲۰۰۲   |
| ۱۱۱۸۶۷ | 2002 EN89   | ۱۲ مارس ۲۰۰۲   |
| ۱۱۱۸۶۸ | 2002 EB90   | ۱۲ مارس ۲۰۰۲   |
| ۱۱۱۸۶۹ | 2002 EN91   | ۱۲ مارس ۲۰۰۲   |
| ۱۱۱۸۷۰ | 2002 EL97   | ۱۲ مارس ۲۰۰۲   |
| ۱۱۱۸۷۱ | 2002 EH98   | ۱۱ مارس ۲۰۰۲   |
| ۱۱۱۸۷۲ | 2002 ED100  | ۵ مارس ۲۰۰۲    |
| ۱۱۱۸۷۳ | 2002 ED101  | ۶ مارس ۲۰۰۲    |
| ۱۱۱۸۷۴ | 2002 EO101  | ۶ مارس ۲۰۰۲    |
| ۱۱۱۸۷۵ | 2002 EA102  | ۶ مارس ۲۰۰۲    |
| ۱۱۱۸۷۶ | 2002 ED111  | ۹ مارس ۲۰۰۲    |
| ۱۱۱۸۷۷ | 2002 EM111  | ۹ مارس ۲۰۰۲    |
| ۱۱۱۸۷۸ | 2002 EE112  | ۹ مارس ۲۰۰۲    |
| ۱۱۱۸۷۹ | 2002 EZ114  | ۱۰ مارس ۲۰۰۲   |
| ۱۱۱۸۸۰ | 2002 ER115  | ۱۰ مارس ۲۰۰۲   |
| ۱۱۱۸۸۱ | 2002 EM126  | ۱۲ مارس ۲۰۰۲   |
| ۱۱۱۸۸۲ | 2002 EC130  | ۱۲ مارس ۲۰۰۲   |
| ۱۱۱۸۸۳ | 2002 EU132  | ۱۳ مارس ۲۰۰۲   |
| ۱۱۱۸۸۴ | 2002 EU135  | ۱۴ مارس ۲۰۰۲   |
| ۱۱۱۸۸۵ | 2002 EO139  | ۱۲ مارس ۲۰۰۲   |
| ۱۱۱۸۸۶ | 2002 ET142  | ۱۲ مارس ۲۰۰۲   |
| ۱۱۱۸۸۷ | 2002 EC147  | ۱۴ مارس ۲۰۰۲   |
| ۱۱۱۸۸۸ | 2002 EE151  | ۱۵ مارس ۲۰۰۲   |
| ۱۱۱۸۸۹ | 2002 EC152  | ۱۳ مارس ۲۰۰۲   |
| ۱۱۱۸۹۰ | 2002 EK153  | ۱۵ مارس ۲۰۰۲   |
| ۱۱۱۸۹۱ | 2002 FV1    | ۱۹ مارس ۲۰۰۲   |
| ۱۱۱۸۹۲ | 2002 FU2    | ۱۹ مارس ۲۰۰۲   |
| ۱۱۱۸۹۳ | 2002 FW2    | ۱۹ مارس ۲۰۰۲   |
| ۱۱۱۸۹۴ | 2002 FD3    | ۱۶ مارس ۲۰۰۲   |
| ۱۱۱۸۹۵ | 2002 FH3    | ۱۷ مارس ۲۰۰۲   |
| ۱۱۱۸۹۶ | 2002 FL4    | ۲۰ مارس ۲۰۰۲   |
| ۱۱۱۸۹۷ | 2002 FP4    | ۲۰ مارس ۲۰۰۲   |
| ۱۱۱۸۹۸ | 2002 FF5    | ۲۰ مارس ۲۰۰۲   |
| ۱۱۱۸۹۹ | 2002 FD11   | ۱۶ مارس ۲۰۰۲   |
| ۱۱۱۹۰۰ | 2002 FS15   | ۱۶ مارس ۲۰۰۲   |
| ۱۱۱۹۰۱ | 2002 FE17   | ۱۷ مارس ۲۰۰۲   |
| ۱۱۱۹۰۲ | 2002 FJ29   | ۲۰ مارس ۲۰۰۲   |
| ۱۱۱۹۰۳ | 2002 FV29   | ۲۰ مارس ۲۰۰۲   |
| ۱۱۱۹۰۴ | 2002 FO31   | ۲۰ مارس ۲۰۰۲   |
| ۱۱۱۹۰۵ | 2002 FQ31   | ۱۹ مارس ۲۰۰۲   |
| ۱۱۱۹۰۶ | 2002 FF33   | ۲۰ مارس ۲۰۰۲   |
| ۱۱۱۹۰۷ | 2002 FO33   | ۲۰ مارس ۲۰۰۲   |
| ۱۱۱۹۰۸ | 2002 FY33   | ۲۰ مارس ۲۰۰۲   |
| ۱۱۱۹۰۹ | 2002 FK34   | ۲۰ مارس ۲۰۰۲   |
| ۱۱۱۹۱۰ | 2002 FU34   | ۲۰ مارس ۲۰۰۲   |
| ۱۱۱۹۱۱ | 2002 FE36   | ۲۱ مارس ۲۰۰۲   |
| ۱۱۱۹۱۲ | 2002 FV39   | ۱۶ مارس ۲۰۰۲   |
| ۱۱۱۹۱۳ | Davidgans   | ۱ آوریل ۲۰۰۲   |
| ۱۱۱۹۱۴ | 2002 GS2    | ۴ آوریل ۲۰۰۲   |
| ۱۱۱۹۱۵ | 2002 GN3    | ۸ آوریل ۲۰۰۲   |
| ۱۱۱۹۱۶ | 2002 GE5    | ۱۰ آوریل ۲۰۰۲  |
| ۱۱۱۹۱۷ | 2002 GL9    | ۱۵ آوریل ۲۰۰۲  |
| ۱۱۱۹۱۸ | 2002 GS10   | ۱۰ آوریل ۲۰۰۲  |
| ۱۱۱۹۱۹ | 2002 GH11   | ۱۴ آوریل ۲۰۰۲  |
| ۱۱۱۹۲۰ | 2002 GX11   | ۱۵ آوریل ۲۰۰۲  |
| ۱۱۱۹۲۱ | 2002 GH13   | ۱۴ آوریل ۲۰۰۲  |
| ۱۱۱۹۲۲ | 2002 GU17   | ۱۵ آوریل ۲۰۰۲  |
| ۱۱۱۹۲۳ | 2002 GW17   | ۱۵ آوریل ۲۰۰۲  |
| ۱۱۱۹۲۴ | 2002 GS19   | ۱۴ آوریل ۲۰۰۲  |
| ۱۱۱۹۲۵ | 2002 GD20   | ۱۴ آوریل ۲۰۰۲  |
| ۱۱۱۹۲۶ | 2002 GJ20   | ۱۴ آوریل ۲۰۰۲  |
| ۱۱۱۹۲۷ | 2002 GX20   | ۱۴ آوریل ۲۰۰۲  |
| ۱۱۱۹۲۸ | 2002 GA22   | ۱۵ آوریل ۲۰۰۲  |
| ۱۱۱۹۲۹ | 2002 GQ23   | ۱۵ آوریل ۲۰۰۲  |
| ۱۱۱۹۳۰ | 2002 GP25   | ۱۲ آوریل ۲۰۰۲  |
| ۱۱۱۹۳۱ | 2002 GU25   | ۱۴ آوریل ۲۰۰۲  |
| ۱۱۱۹۳۲ | 2002 GG33   | ۱ آوریل ۲۰۰۲   |
| ۱۱۱۹۳۳ | 2002 GK37   | ۳ آوریل ۲۰۰۲   |
| ۱۱۱۹۳۴ | 2002 GG38   | ۲ آوریل ۲۰۰۲   |
| ۱۱۱۹۳۵ | 2002 GB40   | ۴ آوریل ۲۰۰۲   |
| ۱۱۱۹۳۶ | 2002 GE40   | ۴ آوریل ۲۰۰۲   |
| ۱۱۱۹۳۷ | 2002 GG41   | ۴ آوریل ۲۰۰۲   |
| ۱۱۱۹۳۸ | 2002 GB44   | ۴ آوریل ۲۰۰۲   |
| ۱۱۱۹۳۹ | 2002 GJ45   | ۴ آوریل ۲۰۰۲   |
| ۱۱۱۹۴۰ | 2002 GT47   | ۴ آوریل ۲۰۰۲   |
| ۱۱۱۹۴۱ | 2002 GF48   | ۴ آوریل ۲۰۰۲   |
| ۱۱۱۹۴۲ | 2002 GB51   | ۵ آوریل ۲۰۰۲   |
| ۱۱۱۹۴۳ | 2002 GM51   | ۵ آوریل ۲۰۰۲   |
| ۱۱۱۹۴۴ | 2002 GS53   | ۵ آوریل ۲۰۰۲   |
| ۱۱۱۹۴۵ | 2002 GY55   | ۵ آوریل ۲۰۰۲   |
| ۱۱۱۹۴۶ | 2002 GA56   | ۵ آوریل ۲۰۰۲   |
| ۱۱۱۹۴۷ | 2002 GF56   | ۵ آوریل ۲۰۰۲   |
| ۱۱۱۹۴۸ | 2002 GG56   | ۵ آوریل ۲۰۰۲   |
| ۱۱۱۹۴۹ | 2002 GY56   | ۸ آوریل ۲۰۰۲   |
| ۱۱۱۹۵۰ | 2002 GM57   | ۸ آوریل ۲۰۰۲   |
| ۱۱۱۹۵۱ | 2002 GY57   | ۸ آوریل ۲۰۰۲   |
| ۱۱۱۹۵۲ | 2002 GX61   | ۸ آوریل ۲۰۰۲   |
| ۱۱۱۹۵۳ | 2002 GD62   | ۸ آوریل ۲۰۰۲   |
| ۱۱۱۹۵۴ | 2002 GZ65   | ۸ آوریل ۲۰۰۲   |
| ۱۱۱۹۵۵ | 2002 GW66   | ۸ آوریل ۲۰۰۲   |
| ۱۱۱۹۵۶ | 2002 GX68   | ۸ آوریل ۲۰۰۲   |
| ۱۱۱۹۵۷ | 2002 GP70   | ۸ آوریل ۲۰۰۲   |
| ۱۱۱۹۵۸ | 2002 GH72   | ۹ آوریل ۲۰۰۲   |
| ۱۱۱۹۵۹ | 2002 GP73   | ۹ آوریل ۲۰۰۲   |
| ۱۱۱۹۶۰ | 2002 GT73   | ۹ آوریل ۲۰۰۲   |
| ۱۱۱۹۶۱ | 2002 GM75   | ۹ آوریل ۲۰۰۲   |
| ۱۱۱۹۶۲ | 2002 GP75   | ۹ آوریل ۲۰۰۲   |
| ۱۱۱۹۶۳ | 2002 GH78   | ۹ آوریل ۲۰۰۲   |
| ۱۱۱۹۶۴ | 2002 GO78   | ۹ آوریل ۲۰۰۲   |
| ۱۱۱۹۶۵ | 2002 GP78   | ۹ آوریل ۲۰۰۲   |
| ۱۱۱۹۶۶ | 2002 GD79   | ۱۰ آوریل ۲۰۰۲  |
| ۱۱۱۹۶۷ | 2002 GC81   | ۱۰ آوریل ۲۰۰۲  |
| ۱۱۱۹۶۸ | 2002 GX81   | ۱۰ آوریل ۲۰۰۲  |
| ۱۱۱۹۶۹ | 2002 GW82   | ۱۰ آوریل ۲۰۰۲  |
| ۱۱۱۹۷۰ | 2002 GL83   | ۱۰ آوریل ۲۰۰۲  |
| ۱۱۱۹۷۱ | 2002 GZ83   | ۱۰ آوریل ۲۰۰۲  |
| ۱۱۱۹۷۲ | 2002 GR87   | ۱۰ آوریل ۲۰۰۲  |
| ۱۱۱۹۷۳ | 2002 GX87   | ۱۰ آوریل ۲۰۰۲  |
| ۱۱۱۹۷۴ | 2002 GN88   | ۱۰ آوریل ۲۰۰۲  |
| ۱۱۱۹۷۵ | 2002 GA89   | ۱۰ آوریل ۲۰۰۲  |
| ۱۱۱۹۷۶ | 2002 GX92   | ۹ آوریل ۲۰۰۲   |
| ۱۱۱۹۷۷ | 2002 GB93   | ۹ آوریل ۲۰۰۲   |
| ۱۱۱۹۷۸ | 2002 GM93   | ۹ آوریل ۲۰۰۲   |
| ۱۱۱۹۷۹ | 2002 GP93   | ۹ آوریل ۲۰۰۲   |
| ۱۱۱۹۸۰ | 2002 GU93   | ۹ آوریل ۲۰۰۲   |
| ۱۱۱۹۸۱ | 2002 GW93   | ۹ آوریل ۲۰۰۲   |
| ۱۱۱۹۸۲ | 2002 GA95   | ۹ آوریل ۲۰۰۲   |
| ۱۱۱۹۸۳ | 2002 GE95   | ۹ آوریل ۲۰۰۲   |
| ۱۱۱۹۸۴ | 2002 GJ95   | ۹ آوریل ۲۰۰۲   |
| ۱۱۱۹۸۵ | 2002 GM95   | ۹ آوریل ۲۰۰۲   |
| ۱۱۱۹۸۶ | 2002 GC96   | ۹ آوریل ۲۰۰۲   |
| ۱۱۱۹۸۷ | 2002 GT96   | ۹ آوریل ۲۰۰۲   |
| ۱۱۱۹۸۸ | 2002 GU96   | ۹ آوریل ۲۰۰۲   |
| ۱۱۱۹۸۹ | 2002 GV96   | ۹ آوریل ۲۰۰۲   |
| ۱۱۱۹۹۰ | 2002 GY103  | ۱۰ آوریل ۲۰۰۲  |
| ۱۱۱۹۹۱ | 2002 GL107  | ۱۱ آوریل ۲۰۰۲  |
| ۱۱۱۹۹۲ | 2002 GX110  | ۱۰ آوریل ۲۰۰۲  |
| ۱۱۱۹۹۳ | 2002 GA111  | ۱۰ آوریل ۲۰۰۲  |
| ۱۱۱۹۹۴ | 2002 GW111  | ۱۰ آوریل ۲۰۰۲  |
| ۱۱۱۹۹۵ | 2002 GG114  | ۱۱ آوریل ۲۰۰۲  |
| ۱۱۱۹۹۶ | 2002 GV117  | ۱۱ آوریل ۲۰۰۲  |
| ۱۱۱۹۹۷ | 2002 GX123  | ۱۲ آوریل ۲۰۰۲  |
| ۱۱۱۹۹۸ | 2002 GN133  | ۱۲ آوریل ۲۰۰۲  |
| ۱۱۱۹۹۹ | 2002 GB134  | ۱۲ آوریل ۲۰۰۲  |
| ۱۱۲۰۰۰ | 2002 GO137  | ۱۲ آوریل ۲۰۰۲  |